# Доха
До́ха (араб. الدوحة‎, Эд-Доха) — столица и крупнейший город арабского государства Катар, расположенный у побережья Персидского залива. Административный центр муниципалитета Ад-Доха.

## Этимология
Название города, вероятно, происходит от арабского слова Ad-Dawḥa, что в переводе означает «большое дерево». Это, возможно, было отсылкой к какому-нибудь заметному дереву, когда на территории современного города ещё располагались маленькие рыбацкие деревни.
Согласно альтернативной версии, название города, вероятно, происходит от слова дохаты, что в переводе с арабского языка означает «залив». В пользу этой версии говорит то, что город расположен вокруг бухты.

## География
Доха расположена в центрально-восточной части Катарского полуострова и на востоке омывается водами Персидского залива.
Граничит с муниципалитетами Эль-Вакра на юге, Эр-Райян на западе, Умм-Салаль на северо-западе и Эд-Дайиан на севере.
Средняя высота на территории города составляет всего 3 метра над уровнем моря. Абсолютные отметки превышают отметки в 15 метров.
Площадь города составляет 158,72 км². Мелиорация земель у побережья добавила в площадь города около 400 гектаров земли и 30 километров береговой линии. К примеру, международный аэропорт Хамад расположен на мелиоративных землях, приращённых к городу.
В центре бухты перед городом расположен искусственный остров Жемчужина. Кроме того, у побережья города расположены острова Пальма, Шрао, Эль-Сафия, Банана и другие.
В состав города также входит так называемый район Индустриальной зоны Дохи, расположенный к юго-западу от основной части города и представляющий собой анклав, окружённый муниципалитетом Эр-Райан.

### Климат
Климат Дохи, как всего Аравийского полуострова, чрезвычайно жаркий и является тропическим пустынным. Средний максимум в летние месяцы превышает +40 °C, а температура в тени нередко составляет +45 °C и более. Самая высокая температура была зарегистрирована 14 июля 2010 года и составила +50,4 °C. Осадки летом исключены.
В зимние месяцы температура более низкая, выпадают редкие осадки (в среднем за год выпадает 76 мм осадков, но в отдельные годы осадки полностью отсутствовали). Самая низкая температура отмечалась 24 и 25 января 1992 года (оба раза подряд) и составила +5 °C.
| Показатель                    | Янв. | Фев. | Март | Апр. | Май  | Июнь | Июль | Авг. | Сен. | Окт. | Нояб. | Дек. | Год  |
| ----------------------------- | ---- | ---- | ---- | ---- | ---- | ---- | ---- | ---- | ---- | ---- | ----- | ---- | ---- |
| Абсолютный максимум, °C       | 31,2 | 36,5 | 39,0 | 44,2 | 47,7 | 49,1 | 50,4 | 48,3 | 46,2 | 43,2 | 39,2  | 32,7 | 50,4 |
| Средний суточный максимум, °C | 21,7 | 23,0 | 26,8 | 31,9 | 38,2 | 41,2 | 41,5 | 40,7 | 38,6 | 35,2 | 29,5  | 24,1 | 32,7 |
| Средняя температура, °C       | 17,3 | 18,3 | 21,8 | 26,2 | 31,6 | 34,5 | 35,3 | 34,8 | 32,5 | 29,3 | 24,5  | 19,6 | 27,1 |
| Средний суточный минимум, °C  | 12,8 | 13,7 | 16,7 | 20,6 | 25,0 | 27,7 | 29,1 | 28,9 | 26,5 | 23,4 | 19,5  | 15,0 | 21,5 |
| Абсолютный минимум, °C        | 5,0  | 6,8  | 8,2  | 13,1 | 17,1 | 22,2 | 23,1 | 22,8 | 21,7 | 17,8 | 10,0  | 6,8  | 5,0  |
| Норма осадков, мм             | 13,2 | 17,1 | 16,1 | 8,7  | 3,6  | 0,0  | 0,0  | 0,0  | 0,0  | 1,1  | 3,3   | 12,1 | 75,2 |
| Источник:                     |      |      |      |      |      |      |      |      |      |      |       |      |      |

## История

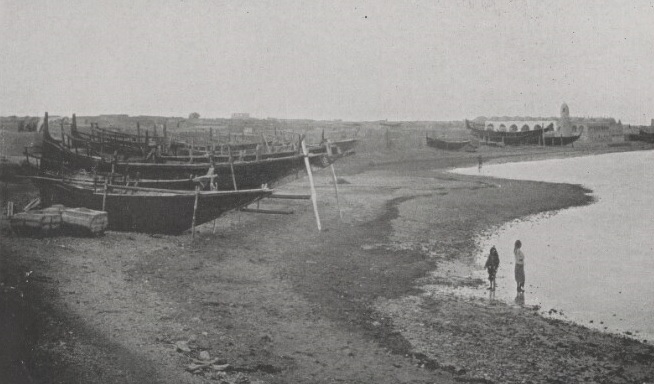
Доха в 1908 году. Фото из Географический справочник Персидского залива, Омана и Центральной Аравии (1908). Береговая линия города в значительной степени подчёркивает местное сообщество, которое основывалось на рыбалке и нырянии

Доха была основана в 1850 году и первоначально носила название Аль-Бида. В 1883 году здесь состоялась битва отрядов шейха Кассима против турецкой армии. Османские войска были разбиты.
В 1916 году Доха стала столицей британского протектората Катар, а в 1971 году — столицей независимого государства.
В 1973 году в Дохе был открыт Катарский университет, в 1975 — Катарский национальный музей, в 1996 — начал вещание арабский спутниковый телеканал Аль-Джазира.
Главная улица — Аль-Корниш.

## Население

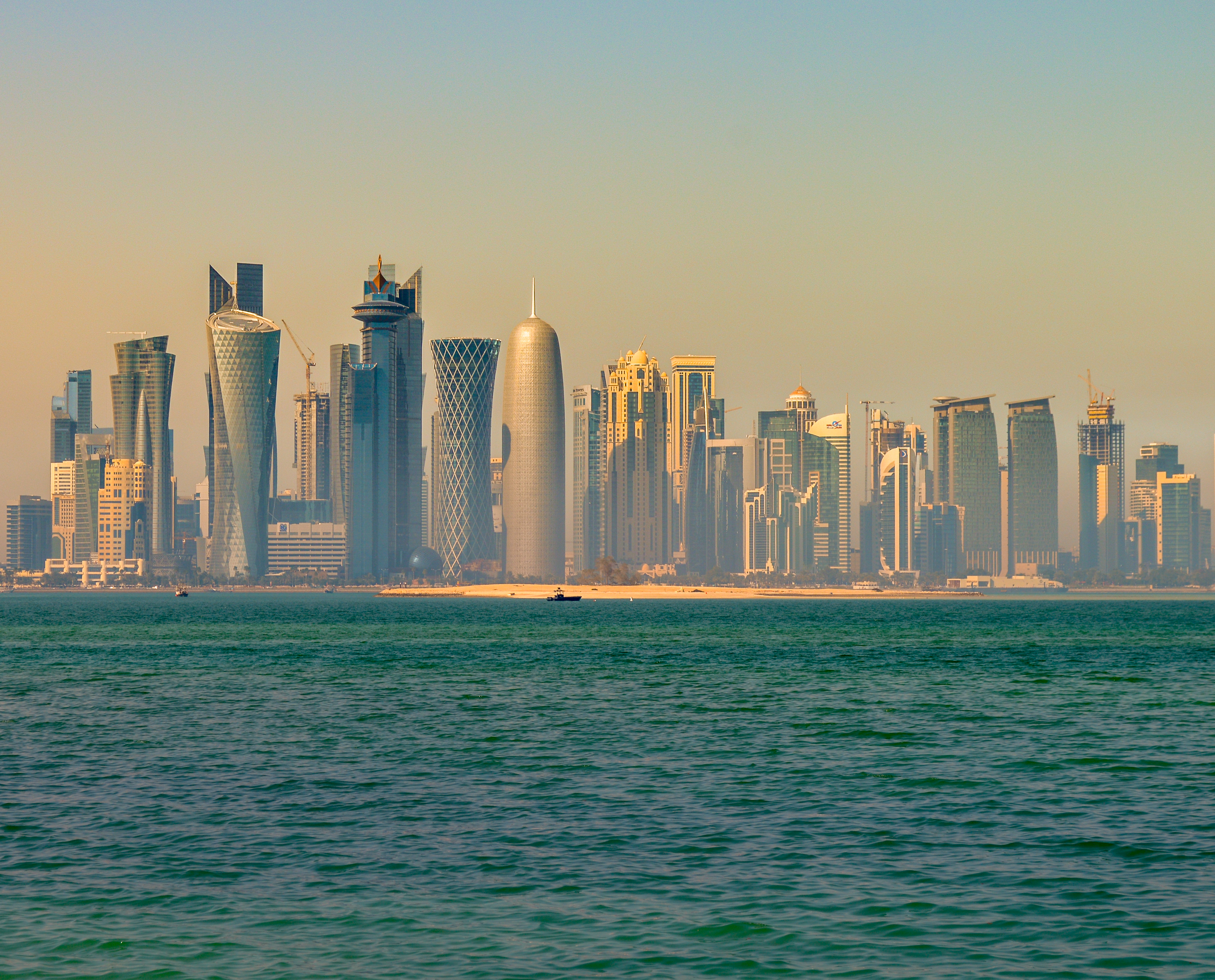
Горизонт Дохи утром

Демографическая ситуация в Дохе примечательна тем, что большинство постоянных жителей города является иммигрантами, а катарцы составляют меньшинство: так, в 2020 году в городе родилось 4 005 лиц катарского происхождения и 15 381 некатарского. Крупнейшая группа эмигрантов прибыла в Доху из стран Южной Азии, также много выходцев из стран арабского Леванта и Восточной Азии. Доха также стала домом для эмигрантов из США, Франции, Великобритании, Южной Африки, Норвегии и многих других стран.

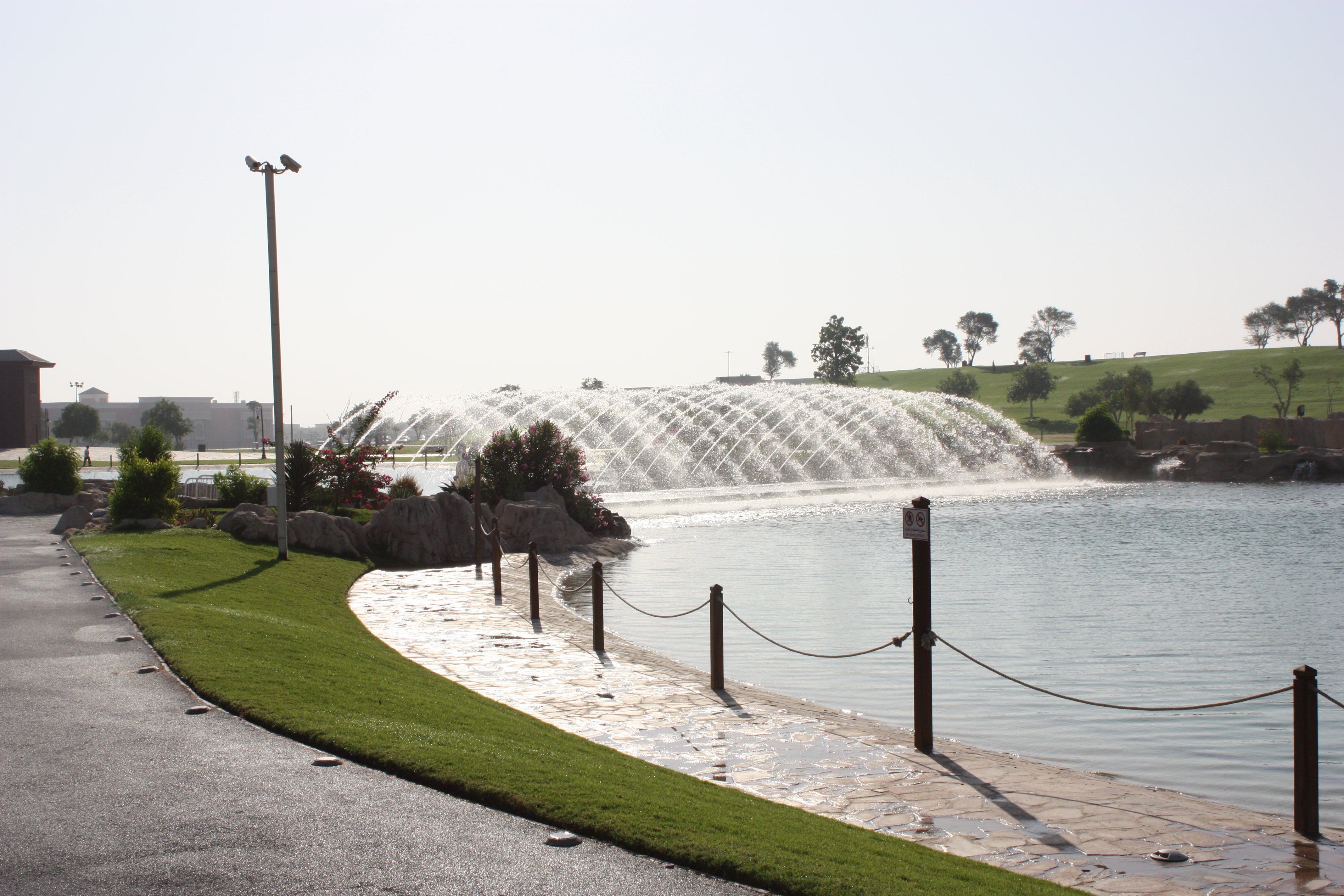
Центральный парк Дохи

В прошлом эмигрантам было запрещено иметь в собственности землю, но в настоящее время им разрешено покупать земельные участки в нескольких районах Дохи, включая West Bay Lagoon, Qatar Pearl и Lusail City.
| 217 294 | ↗ 264 099 | ↗ 339 847 | ↗ 521 283 | ↗ 587 055 |

Численность населения города с учётом населения Индустриальной зоны Дохи

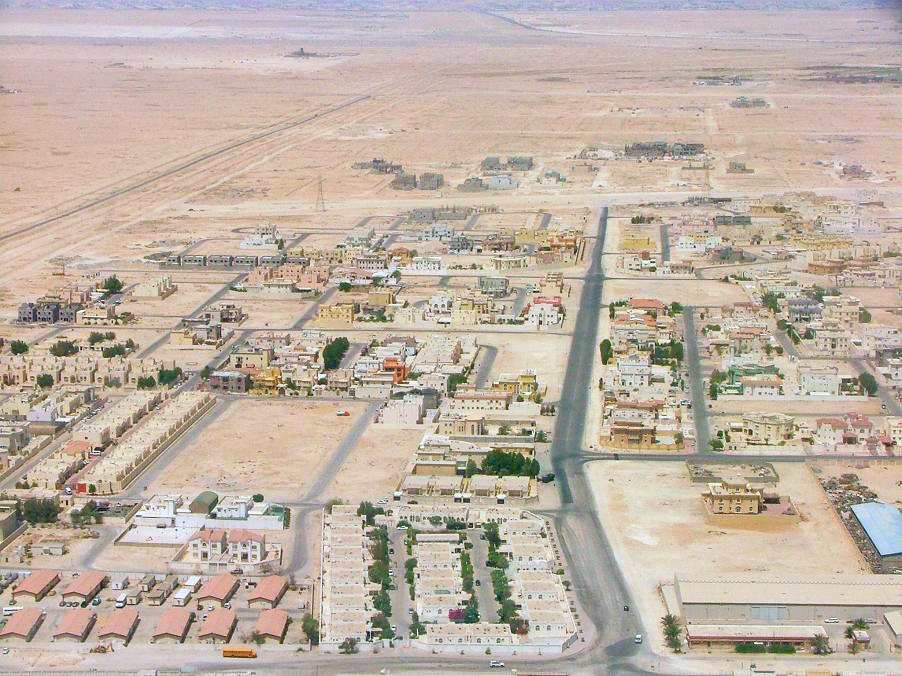
Жилые пригороды Дохи

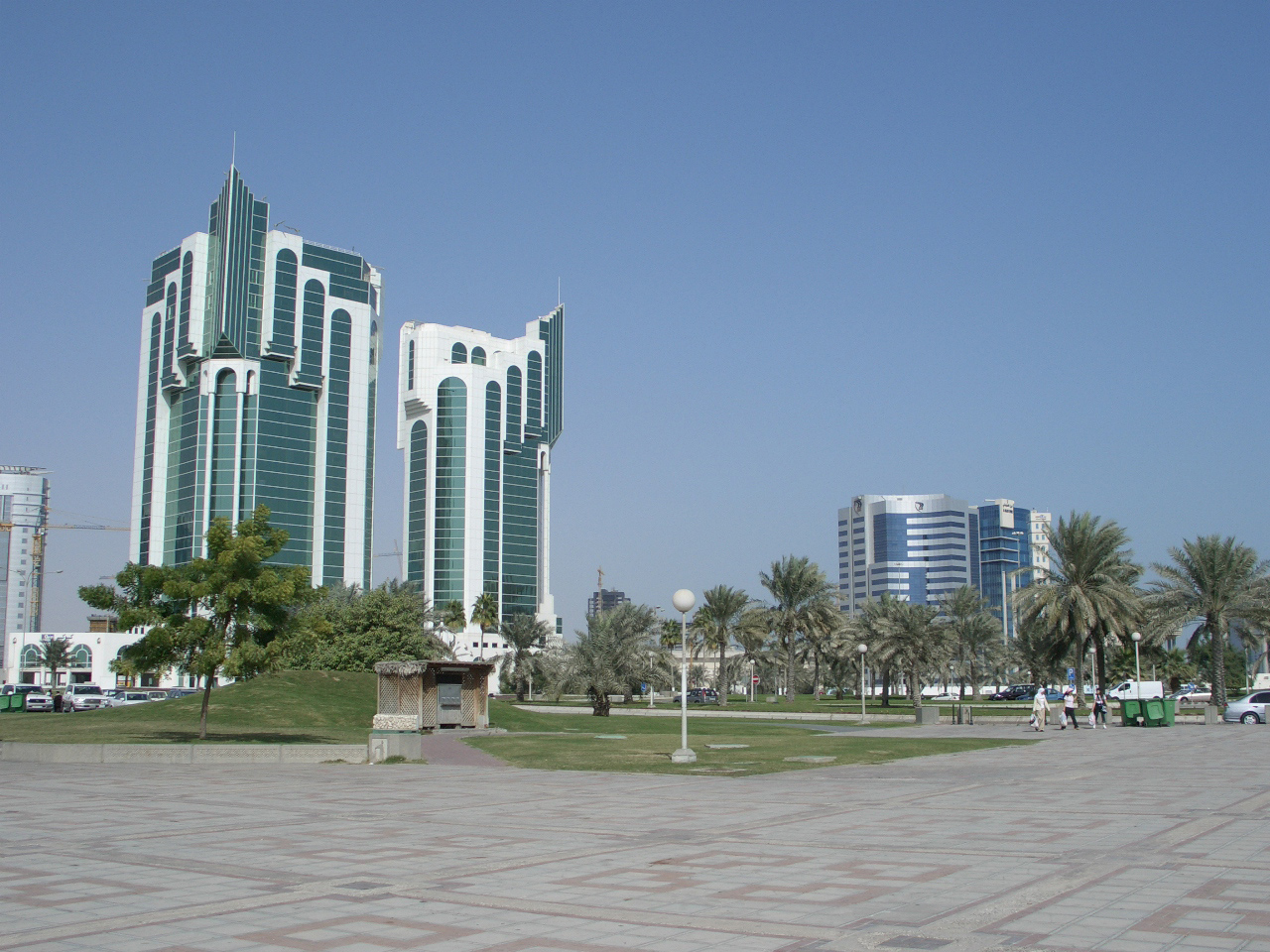
Современная Доха

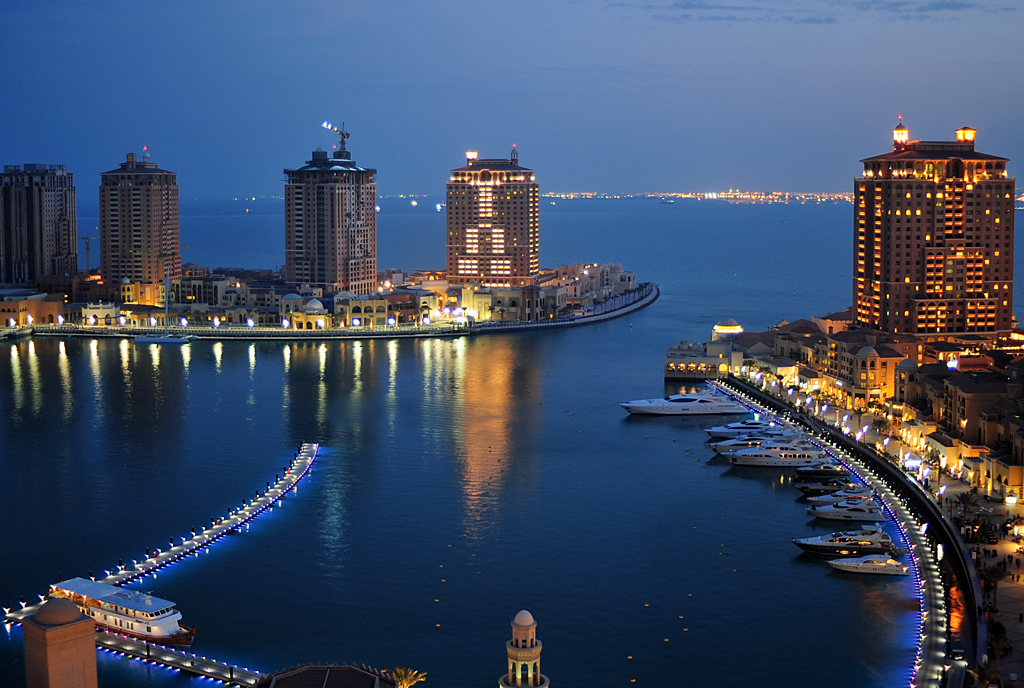
Остров Жемчужина

| 287 463 | ↗ 402 459 | ↗ 782 009 | ↗ 951 765 |

## Экономика
Город является центром нефтяной и рыбной отраслей промышленности. Экономический центр страны. В Дохе расположены штаб-квартиры крупнейших компаний страны, таких как QatarEnergy, Qatargas и RasGas. В настоящее время правительством Катара проводится курс на уход от экономики, направленной в основном на нефте- и газодобычу. В частности, Доха является крупным авиационным узлом.

## Культура
Доха является культурным центром страны. В городе расположены Национальный музей, Национальная библиотека, Национальный университет. Среди памятников архитектуры крепость Аль-Коут (1880-е), Большая мечеть, здание правительства (1969), базар, здание этнографического музея.

## Архитектура

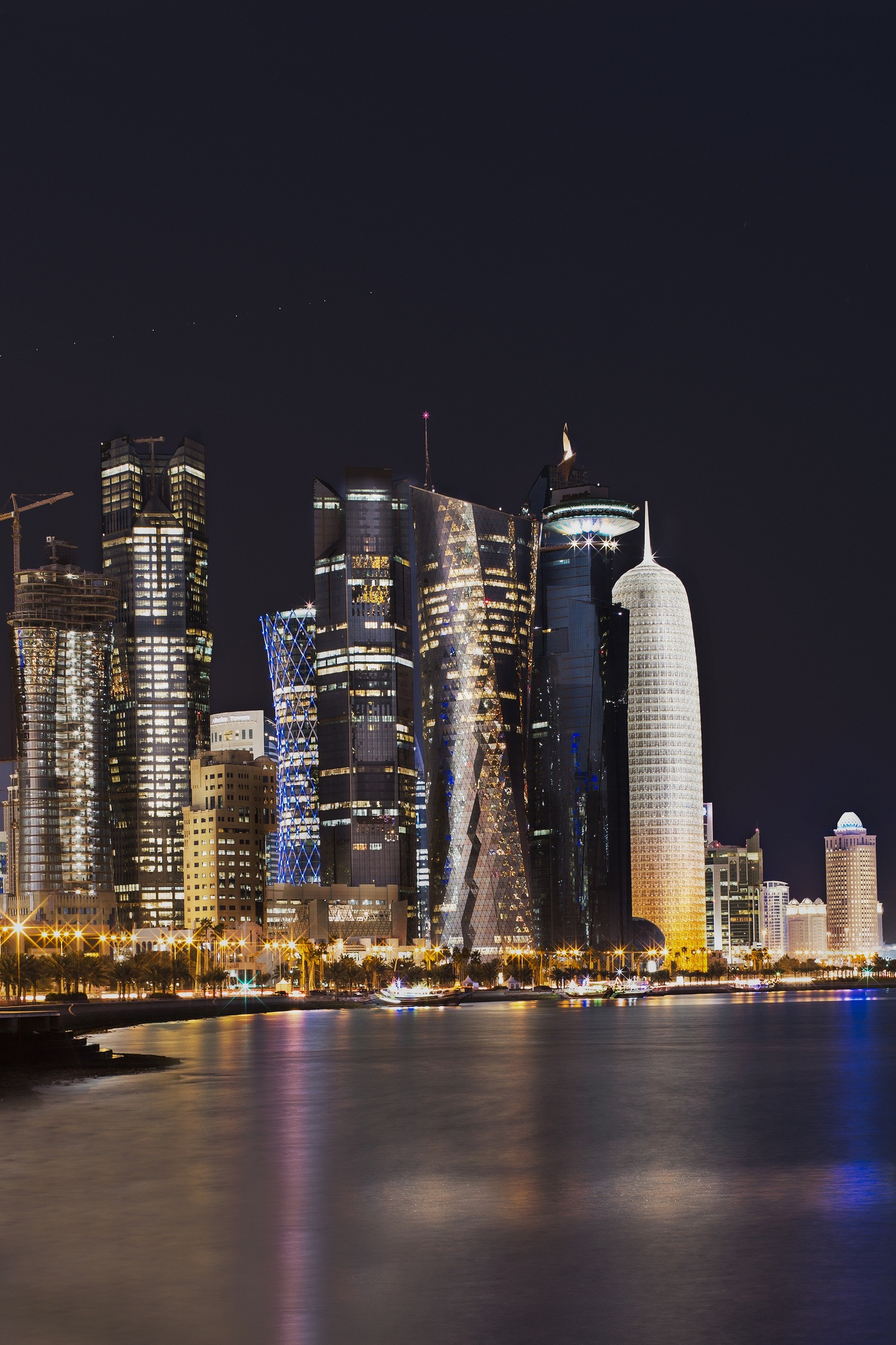
Ночной вид на набережную Дохи

Большинство строений в старой части Дохи было снесено в 1980—1990-х годах, чтобы освободить место для строительства новых зданий. В результате этого были развёрнуты целые движения, призывавшие оставить старые строения города для сохранения культурной самобытности Дохи.
В 2011 году в городе строилось более 50 небоскрёбов, наиболее высоким из которых была Башня Конференц-Центра, чья высота при окончании строительства должна была составить 551 метр. Однако в 2012 году строительство башни было приостановлено, а затем свёрнуто из-за опасений, что башня будет препятствовать движению воздушных судов. Также в Дохе построено множество мечетей, самая большая из них — Мечеть Имама Мухаммада ибн Абд аль-Ваххаба, а самая высокая — Фанар.
В 2014 году правительство страны заявило, что Катар в ближайшие годы потратит 65 миллиардов долларов на новые инфраструктурные проекты в рамках подготовки к Чемпионату мира по футболу в 2022 году и достижения целей, поставленных в национальной стратегии Катара на 2030 год.

## Спорт
- В 2000 году прошли легкоатлетические соревнования — финал Гран-при ИААФ.
- Ежегодно проходит этап Бриллиантовой лиги по лёгкой атлетике.
- В 2006 году проходили Летние Азиатские игры.
- Ежегодно проходит этап Moto GP на автодроме Лусаил.
- В 2021 году, а затем ежегодно с 2023 по 2032 год, планируется проведение этапа чемпионата мира Формулы-1 на трассе Лусаил.
- Также в Дохе прошли матчи чемпионата мира по футболу в 2022 году в Катаре.

## Города-побратимы
- Амман, Иордания (с 1995)
- Бишкек, Кыргызстан (с 2014)
- Пекин, Китай (с 2008)
- Босасо, Пунтленд (с 1994)
- Бразилиа, Бразилия
- Хьюстон, Техас, США
- Манама, Бахрейн
- Марбелья, Испания
- Порт-Луи, Маврикий
- Стратфорд-на-Эйвоне, Англия, Великобритания
- Тунис, Тунис
- Махачкала, Россия
- Алжир, Алжир
- Тирана, Албания[14]
- Тбилиси, Грузия

## Галерея

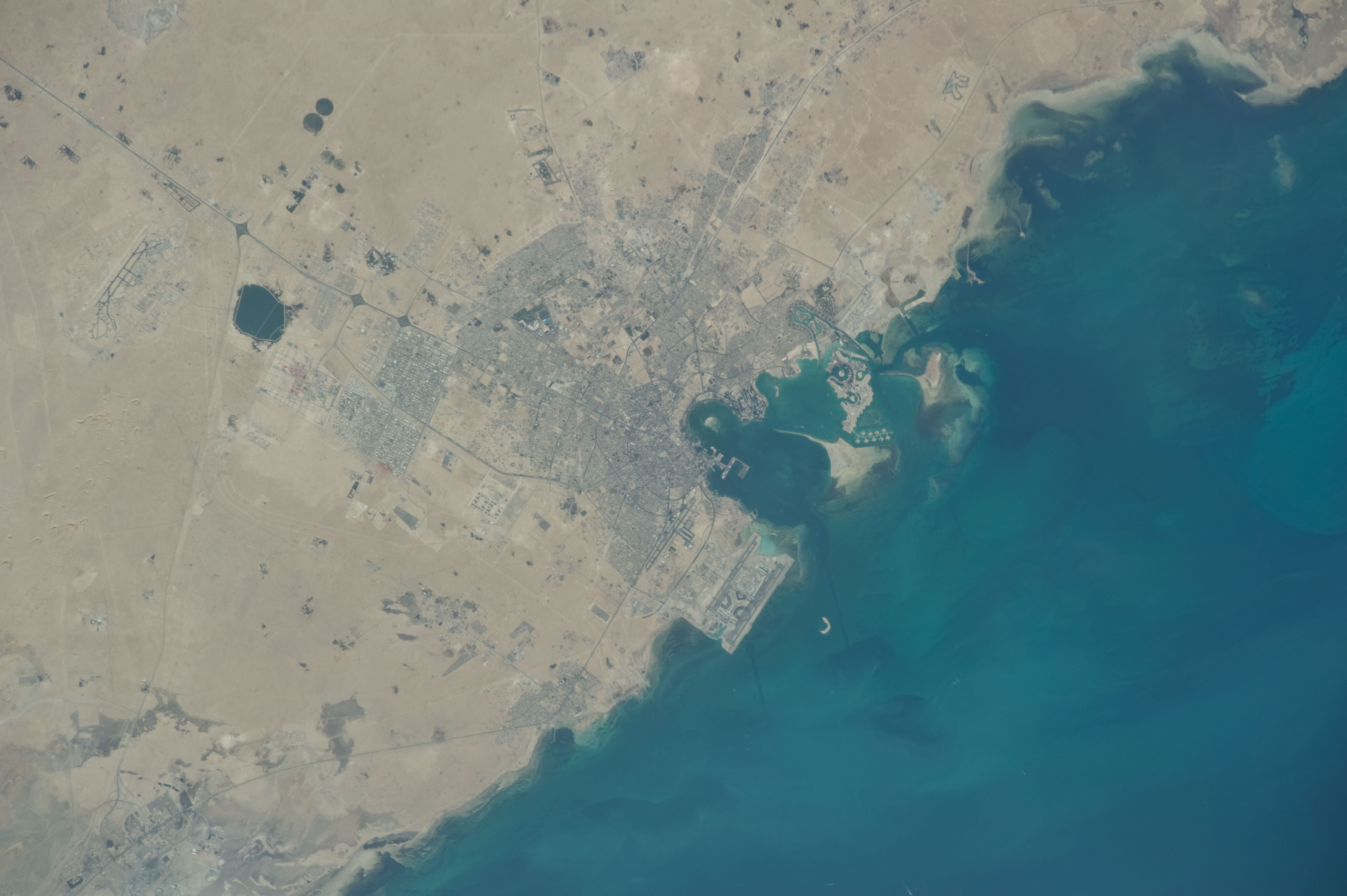
Спутниковый вид на Доху на восточном побережье Катара. Как и в большинстве городов мира, Доха сегодня развивалась на набережной вокруг района Сук Вакиф. Постепенно распространился по радиальному рисунку с использованием кольцевых дорог
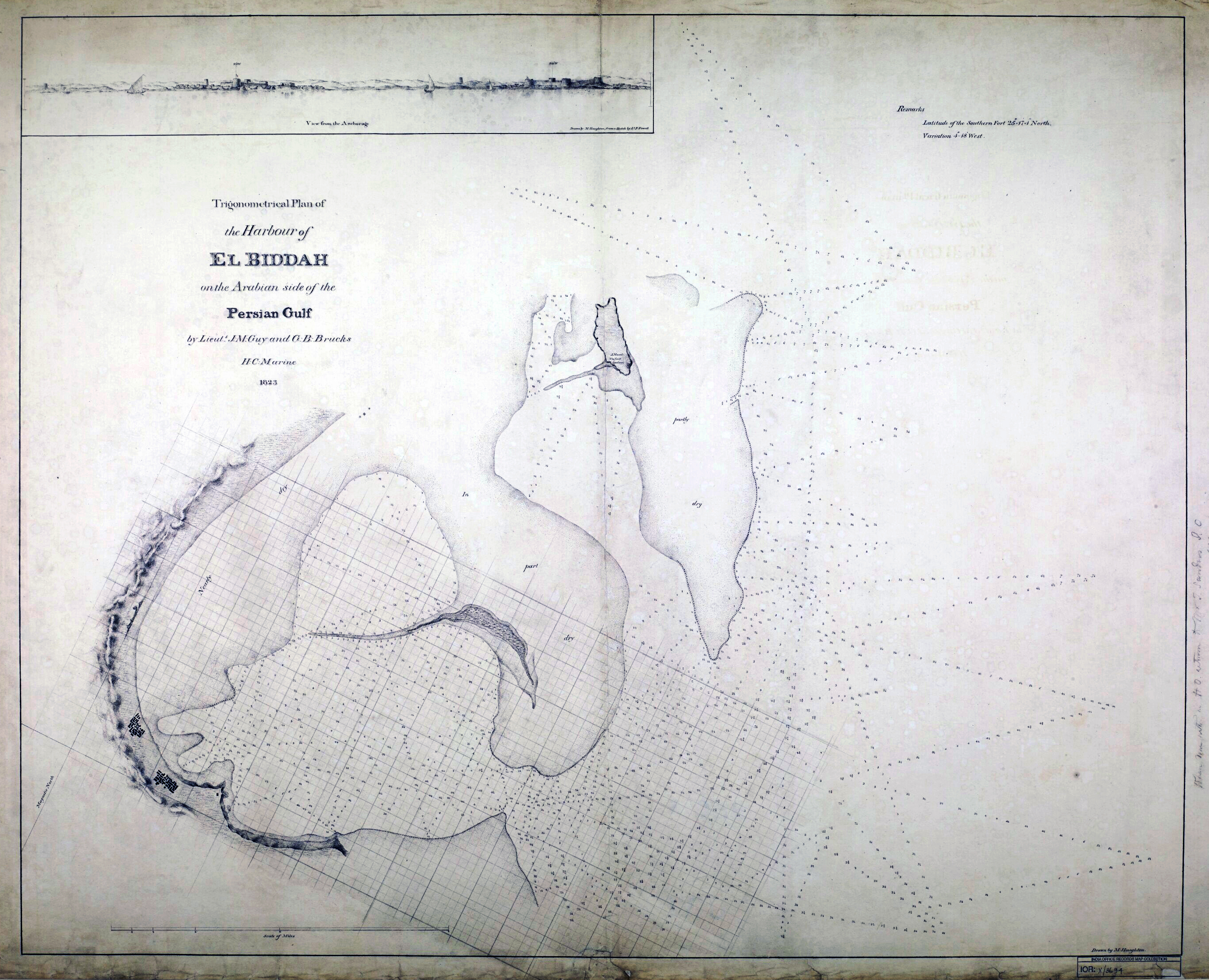
«Тригонометрический план гавани Эль-Бидда на арабской стороне Персидского залива», 1823 г.
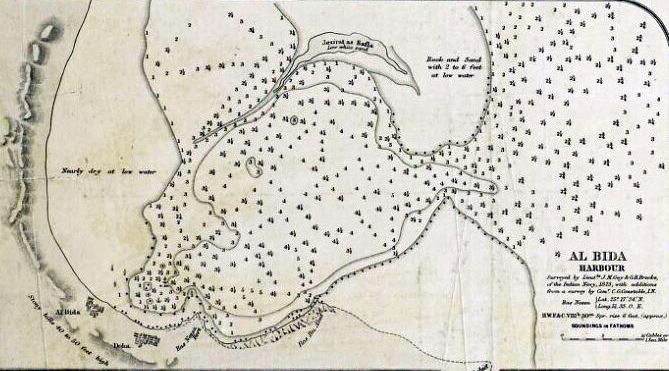
План гавани Аль-Бидда, составленный в 1860 году с указанием основных населённых пунктов и достопримечательностей
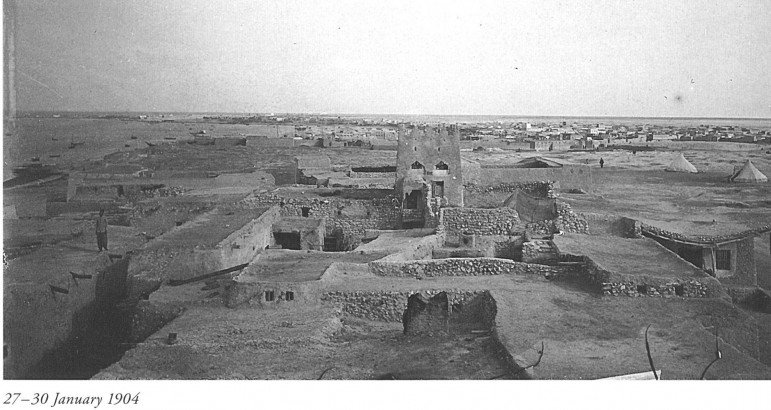
Часть Дохи, как видно в январе 1904 года. Большая часть застройки была малоэтажной, и использование местных природных материалов, таких как утрамбованная земля и пальмовые листья, было обычной практикой
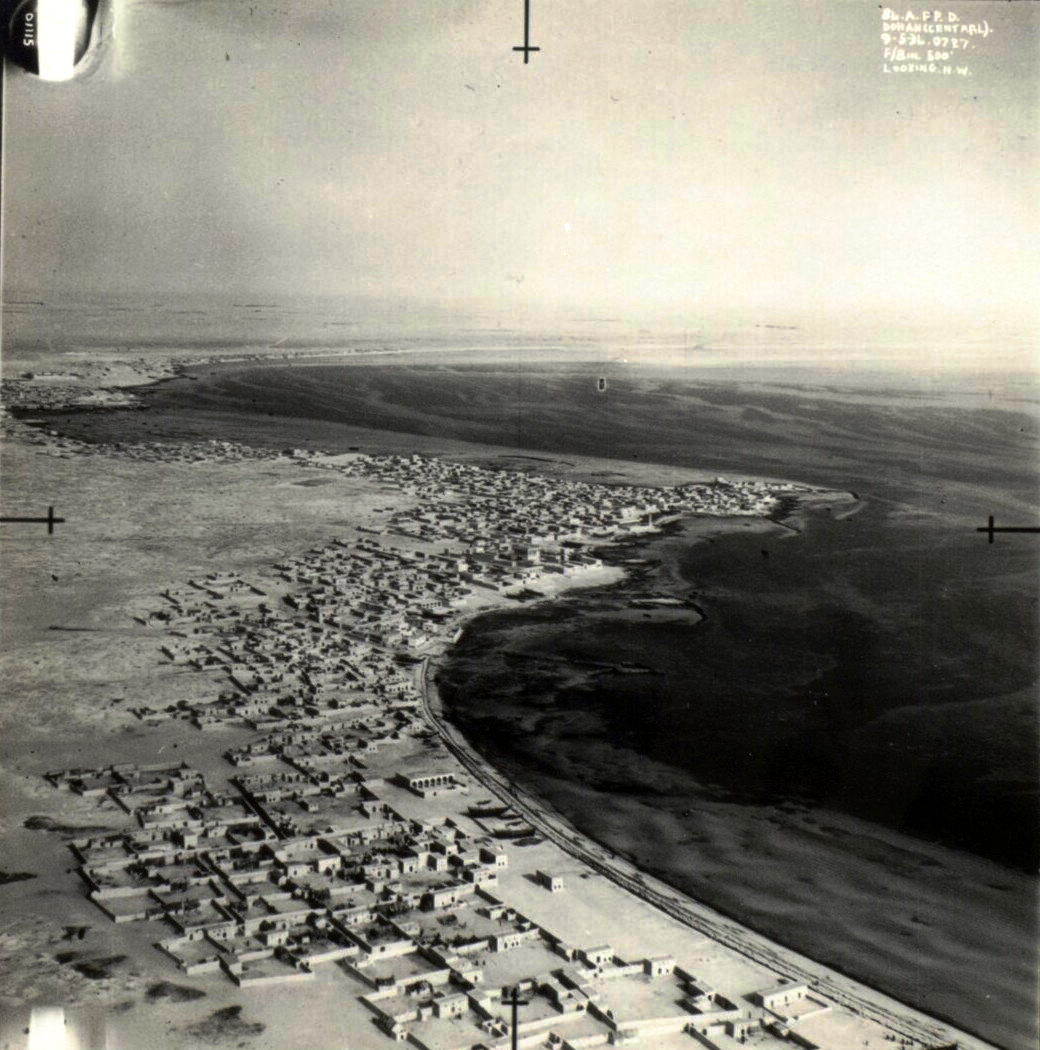
«Доха, вид в направлении на северо-запад», сфотографированная Королевскими военно-воздушными силами во время разведки Катарского полуострова 9 мая 1934 года
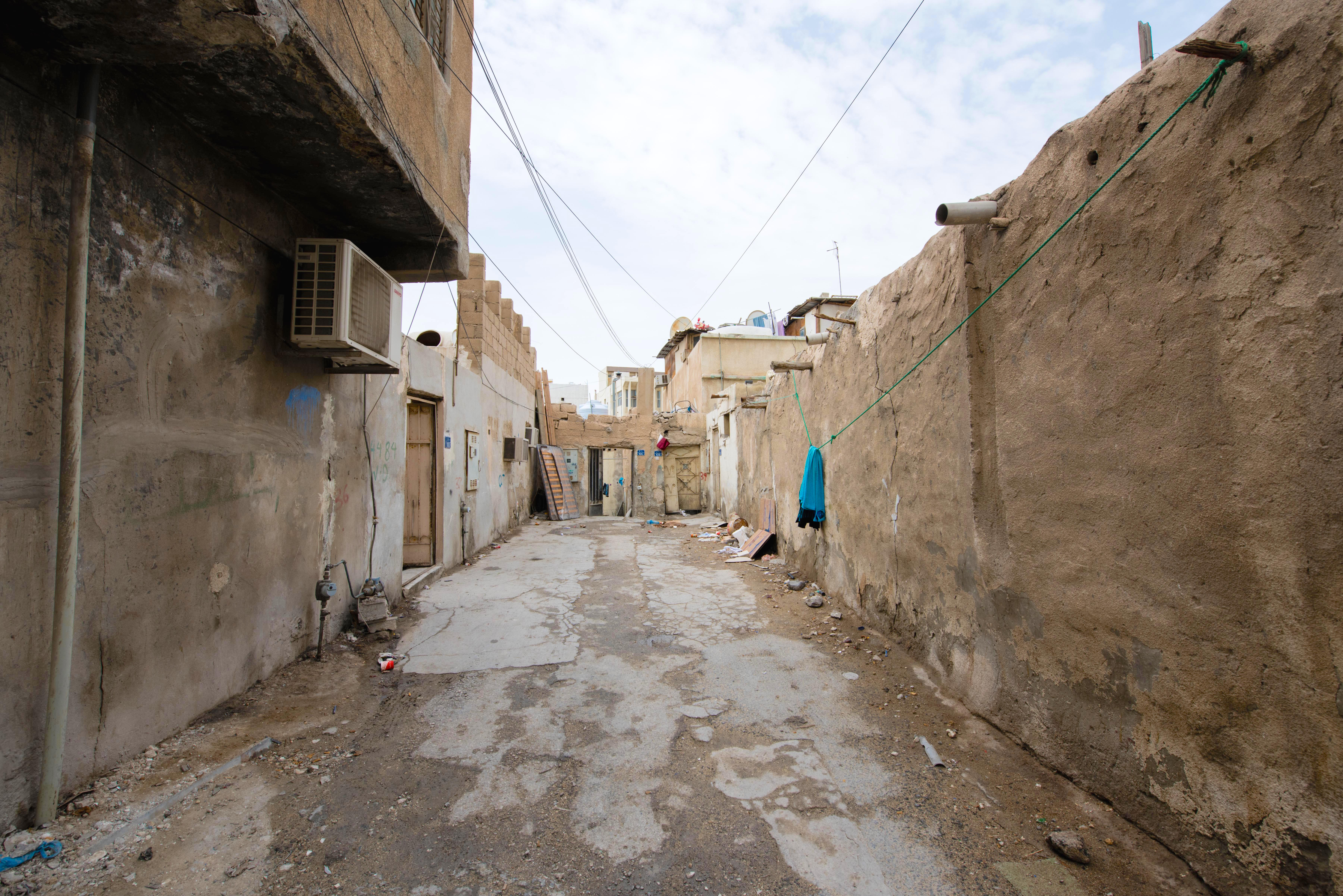
Старый район в Дохе с узкими улочками и грубыми оштукатуренными стенами даёт представление о прошлом города
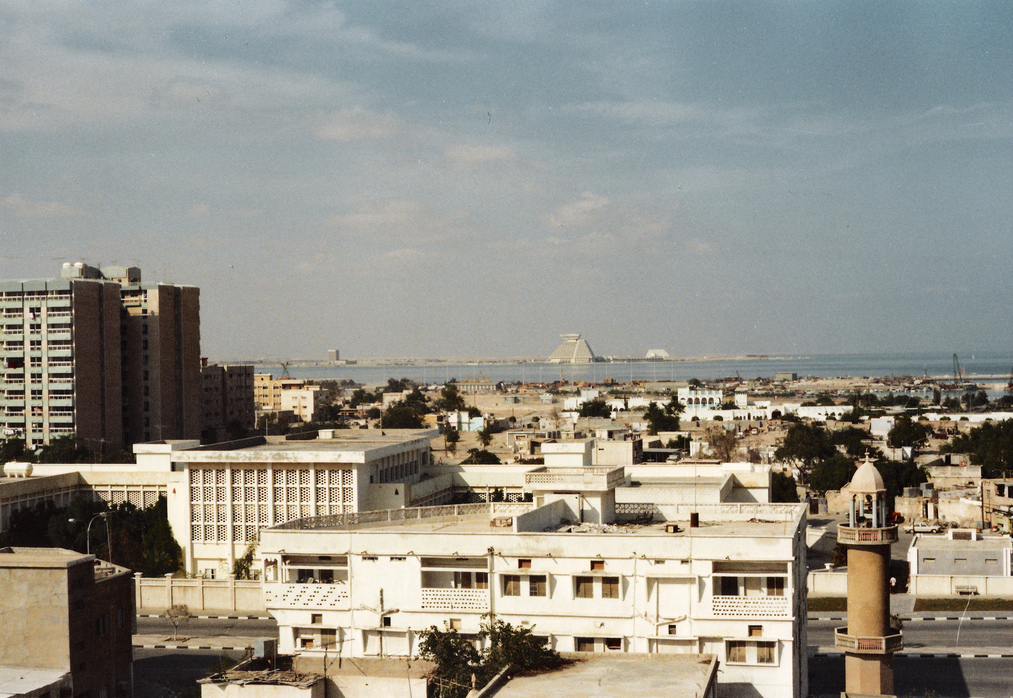
Вид на Доху в 1980-х годах, на котором изображён отель Шератон, Западная бухта (похожее на пирамиду здание на заднем плане) без каких-либо высотных зданий вокруг него
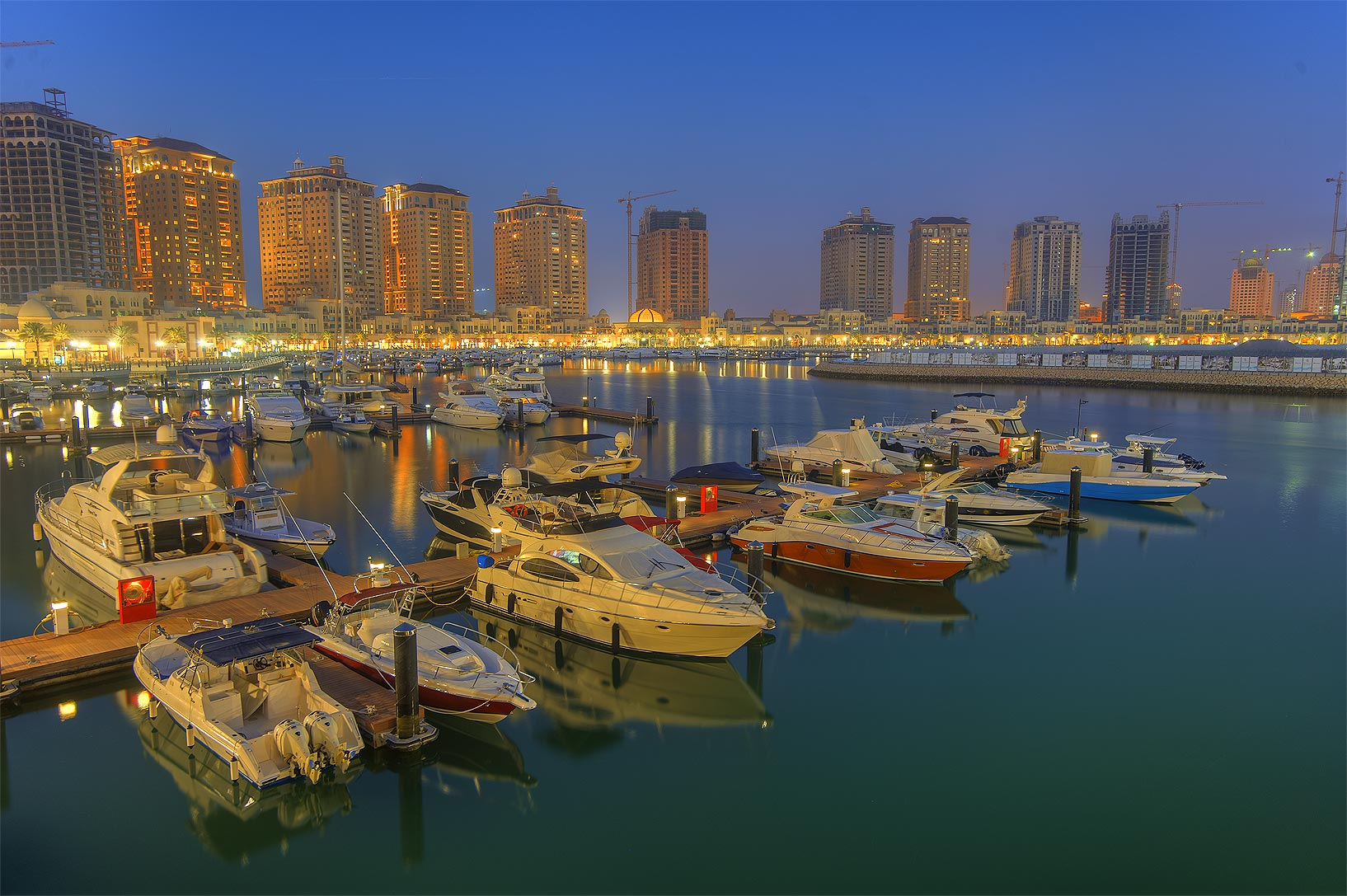
Жемчужина Катара — это искусственный остров, охватывающий почти четыре квадратных километра
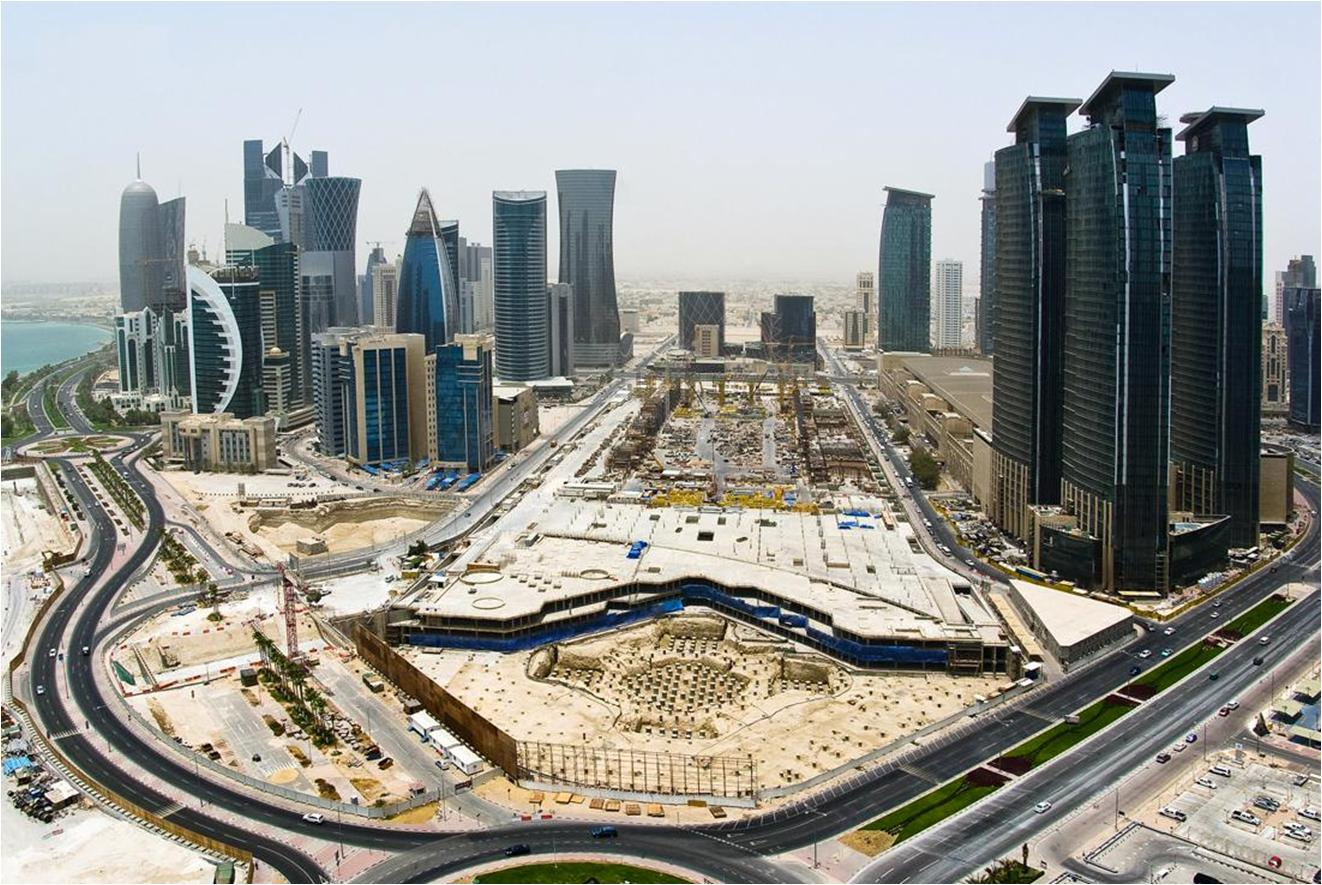
События в районе Дохи Западная бухта привели к увеличению плотности населения в этом районе в результате строительства нескольких высотных зданий
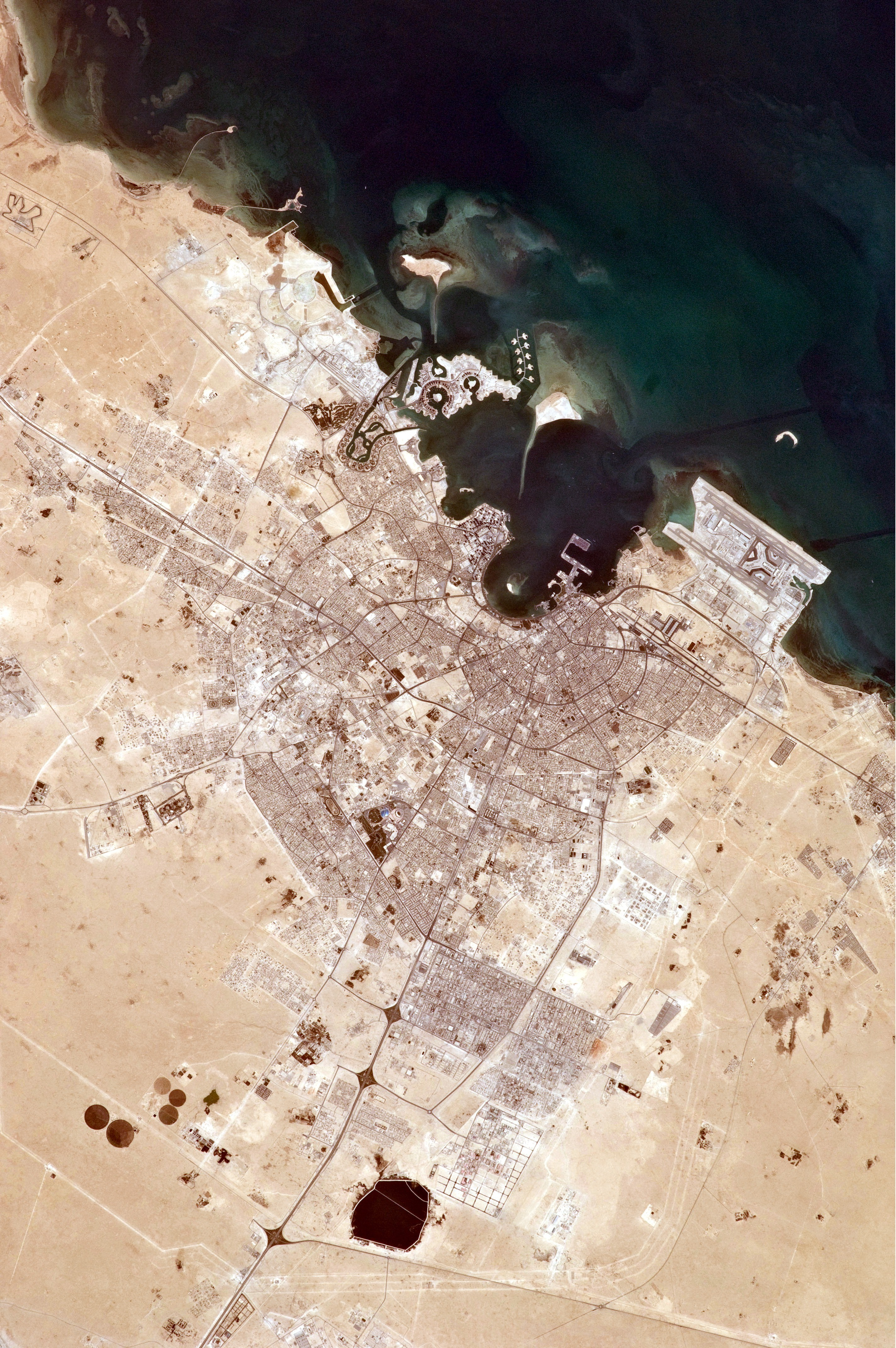
Вид на Доху с Международной космической станции в 2010 году подчёркивает быстрое развитие города с момента открытия нефти в 1960-х годах
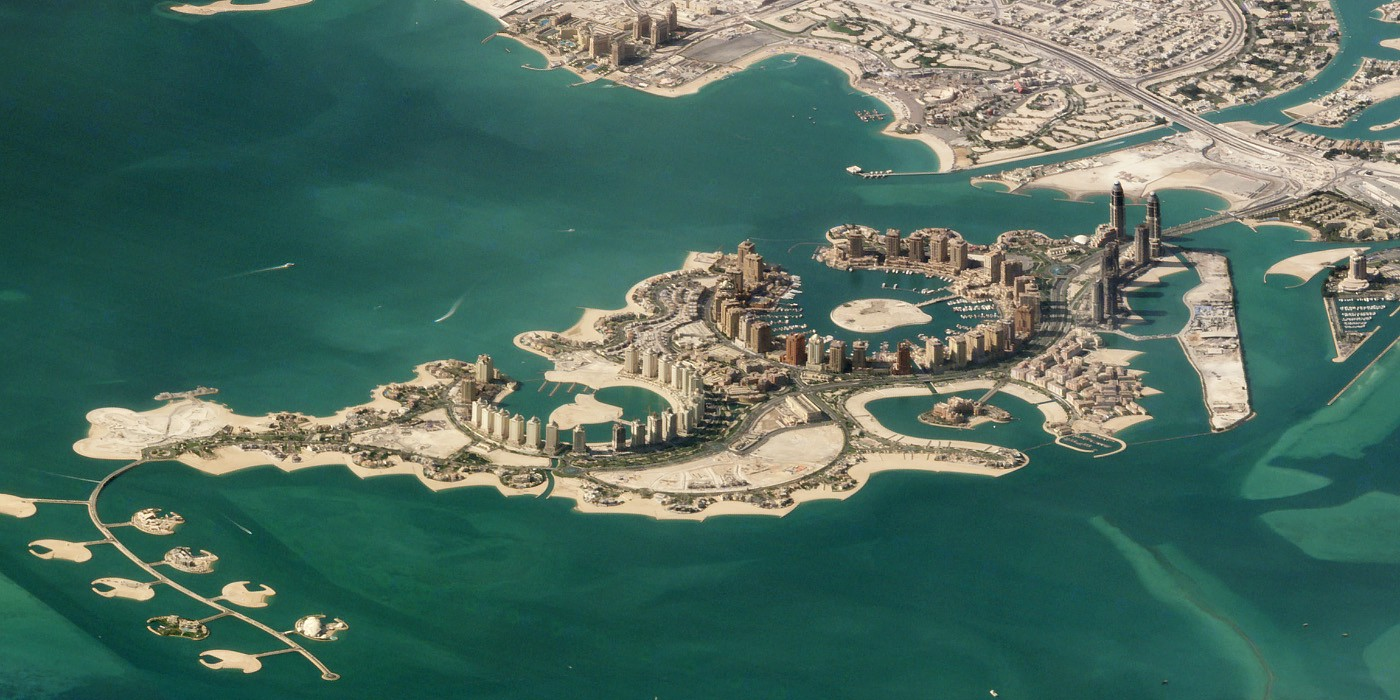
Жемчужина Катара — специально построенный искусственный остров у побережья Дохи, соединённый с материком мостом
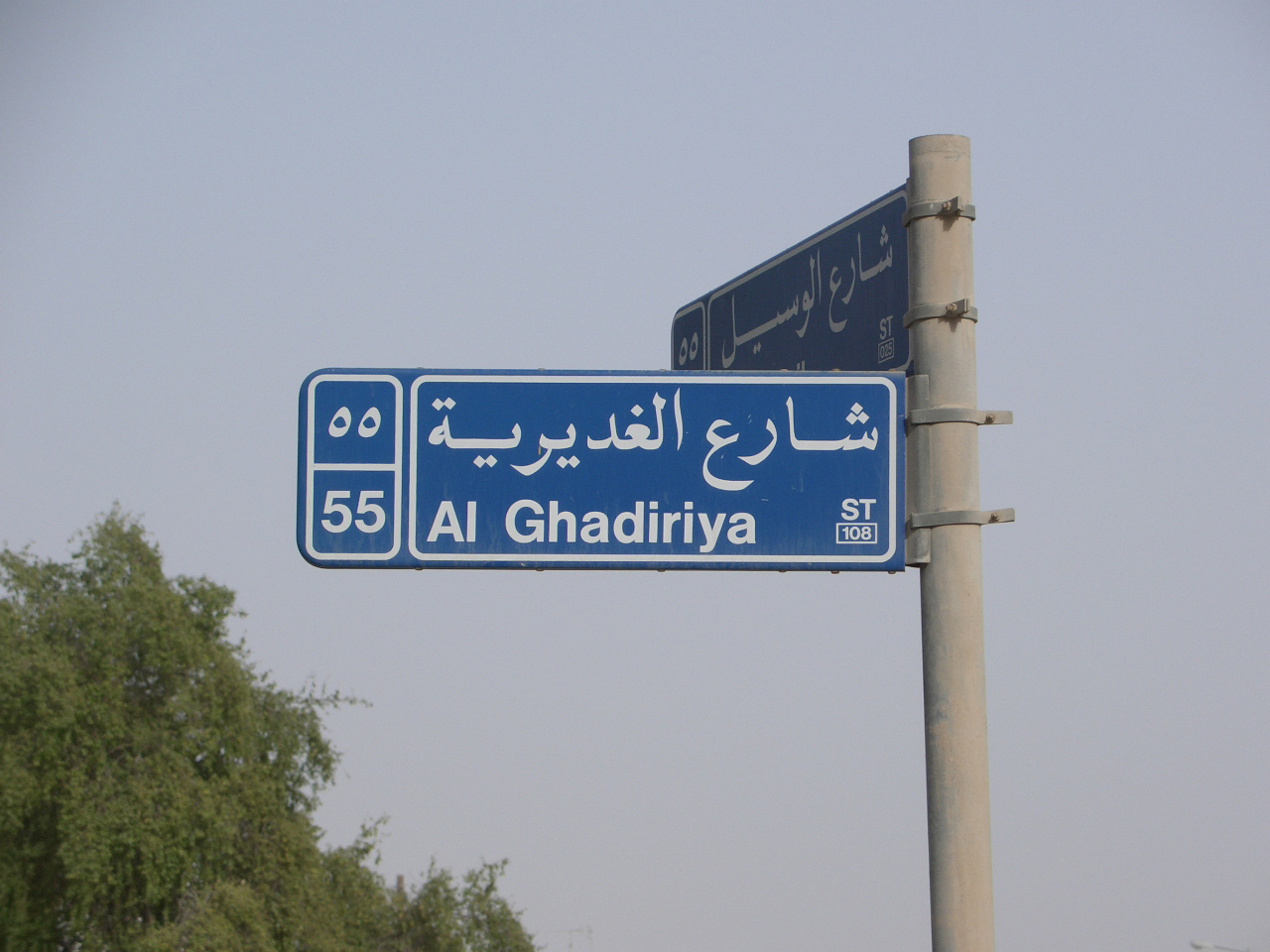
Типичный двуязычный дорожный знак в Дохе обозначает номера зон, названия улиц и номера улиц 2 перпендикулярных улиц
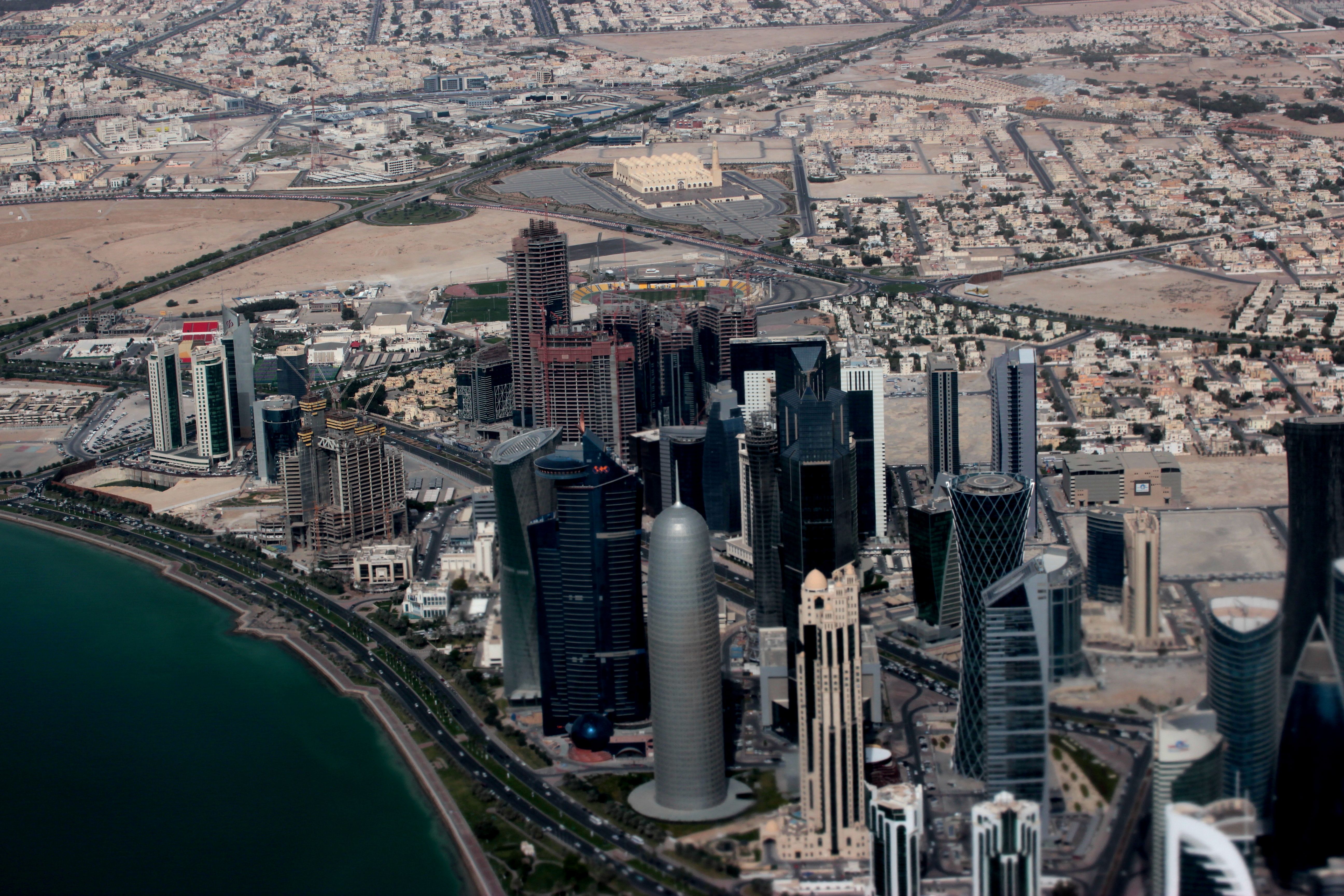
Район Аль-Дафна в Дохе с высотными зданиями на набережной и комплексами вилл и другими жилыми районами на заднем плане
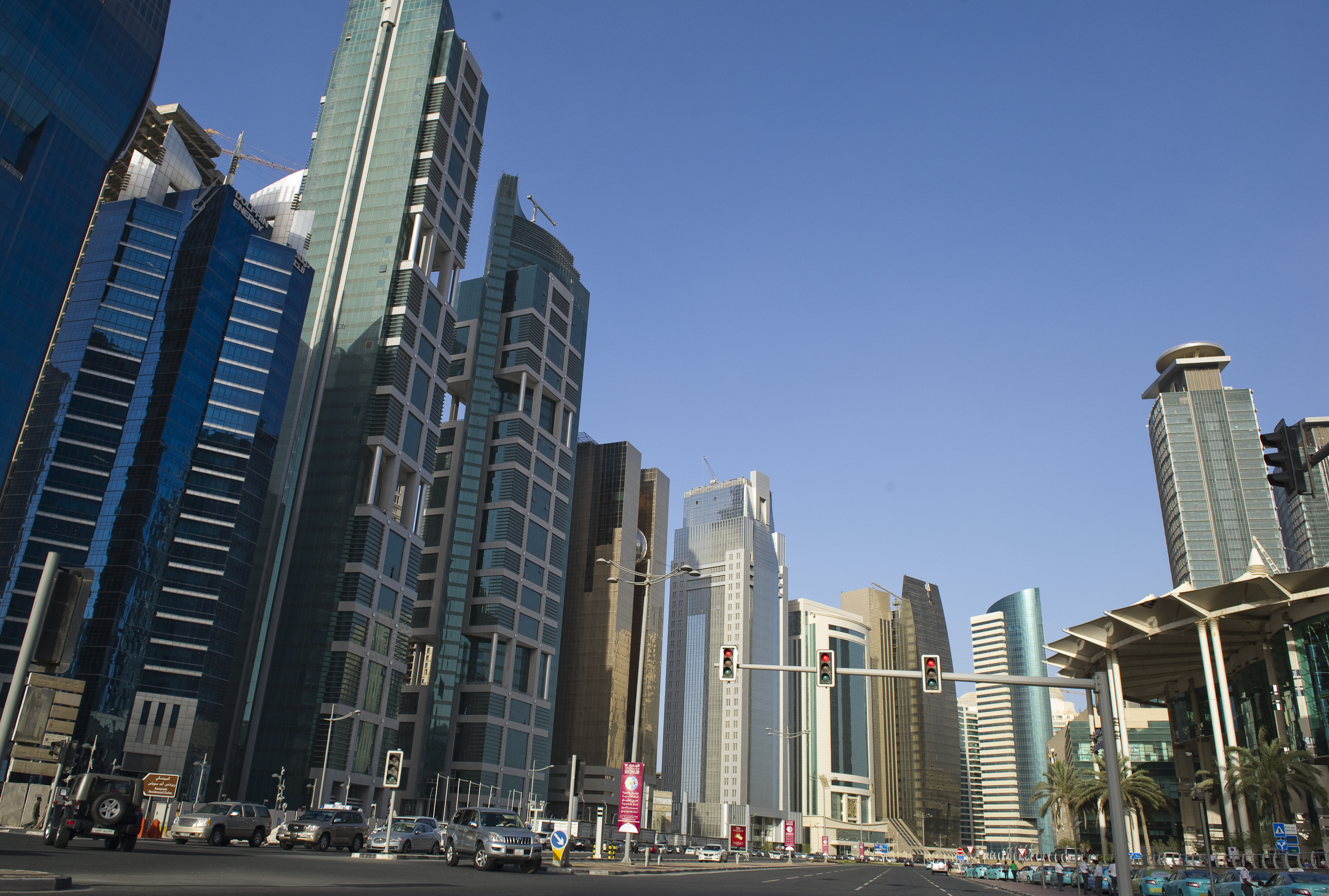
Западная бухта служит коммерческим районом Дохи и имеет офисы многих местных и международных компаний
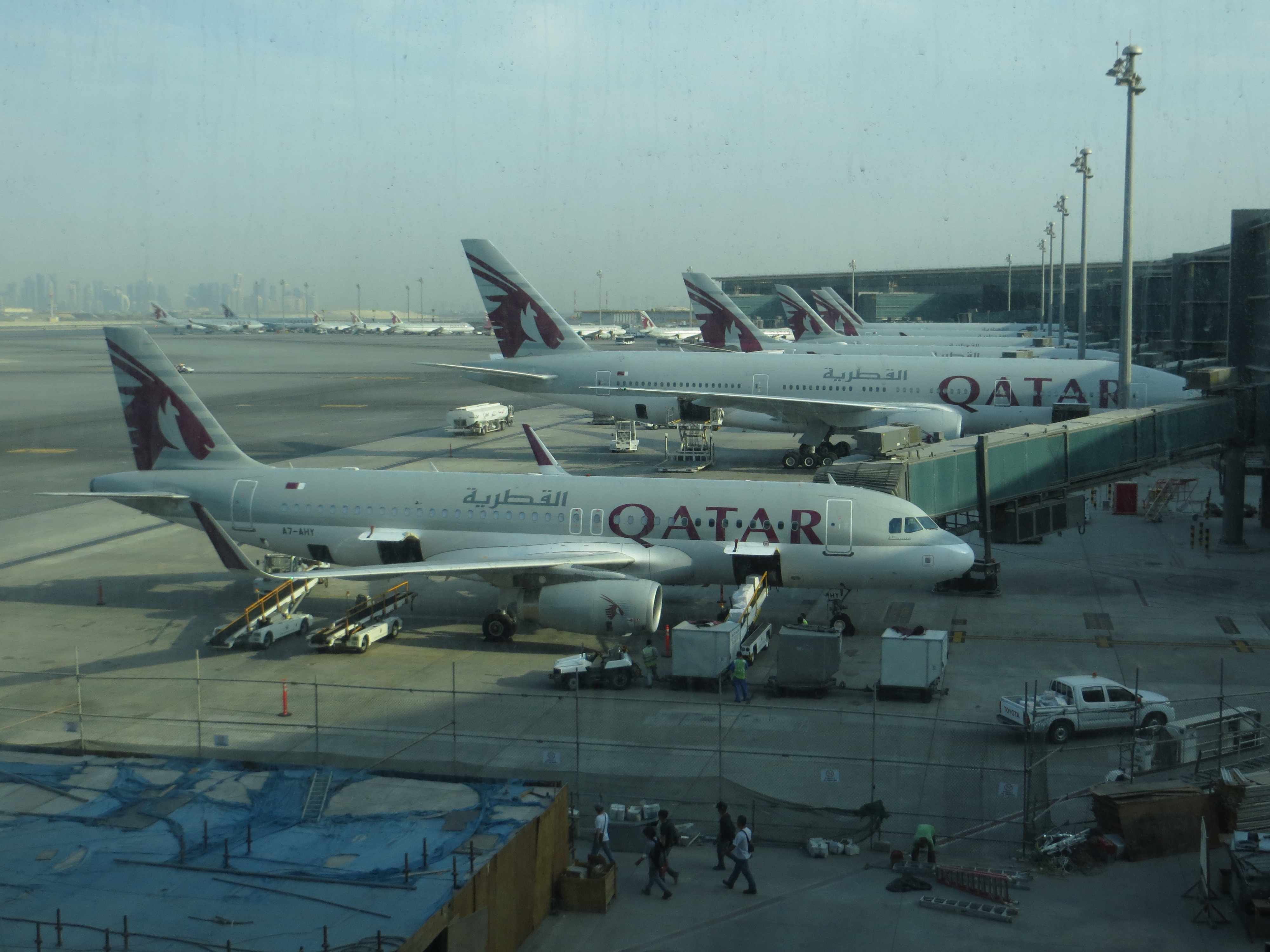
Самолёт Qatar Airways на перроне аэропорта Хамад
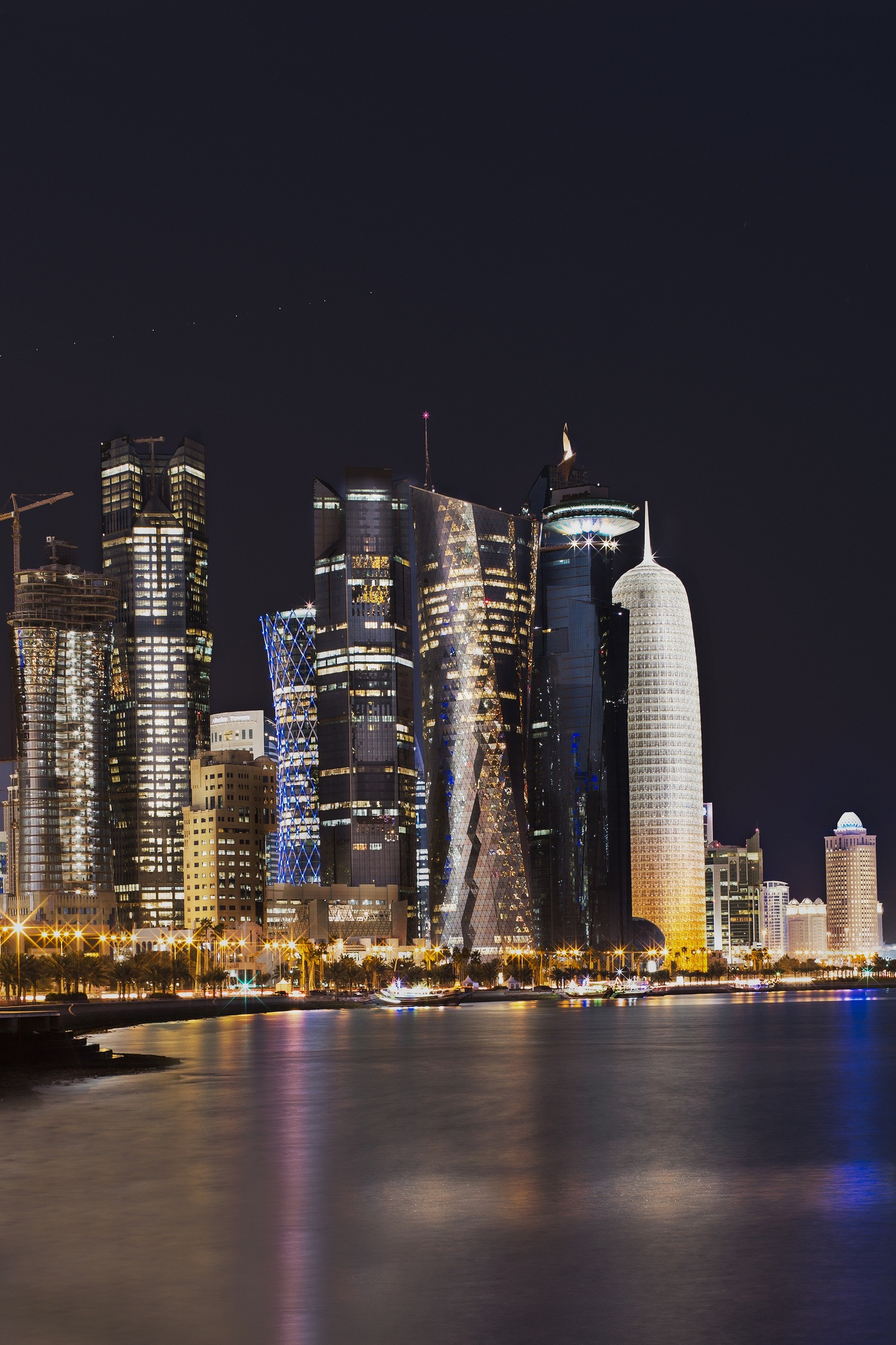
Горизонт набережной, как видно из Доха Корниш
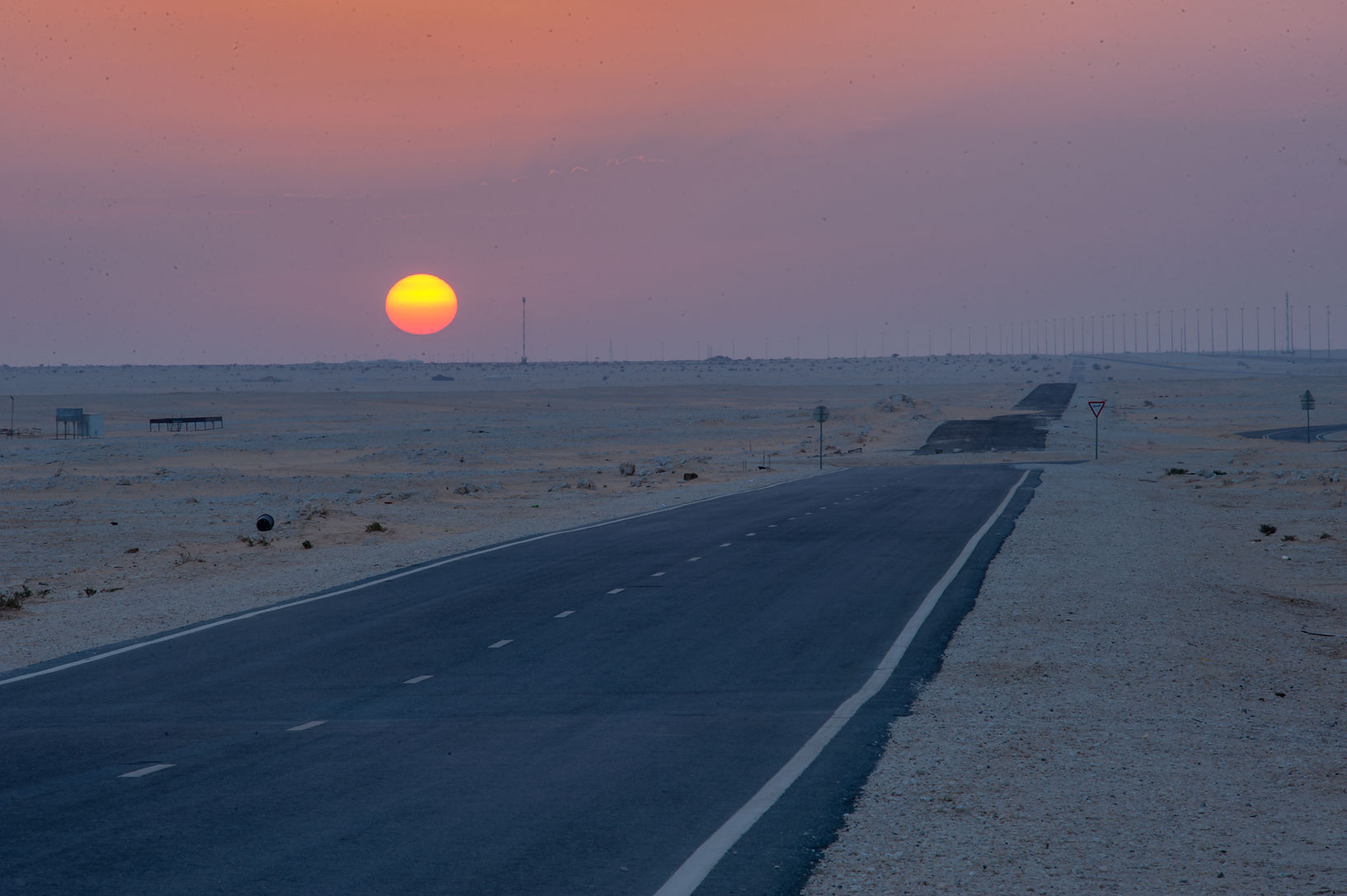
Духанское шоссе соединяет город Духан на западном побережье страны со столицей страны Дохой
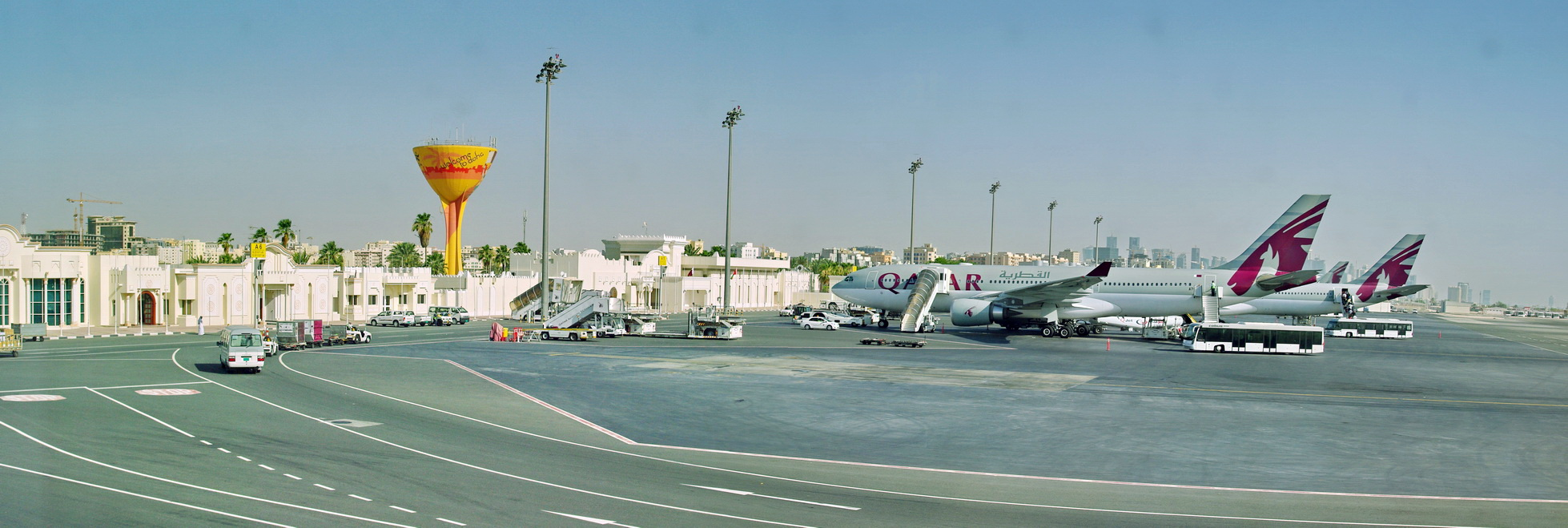
Международный аэропорт Дохи
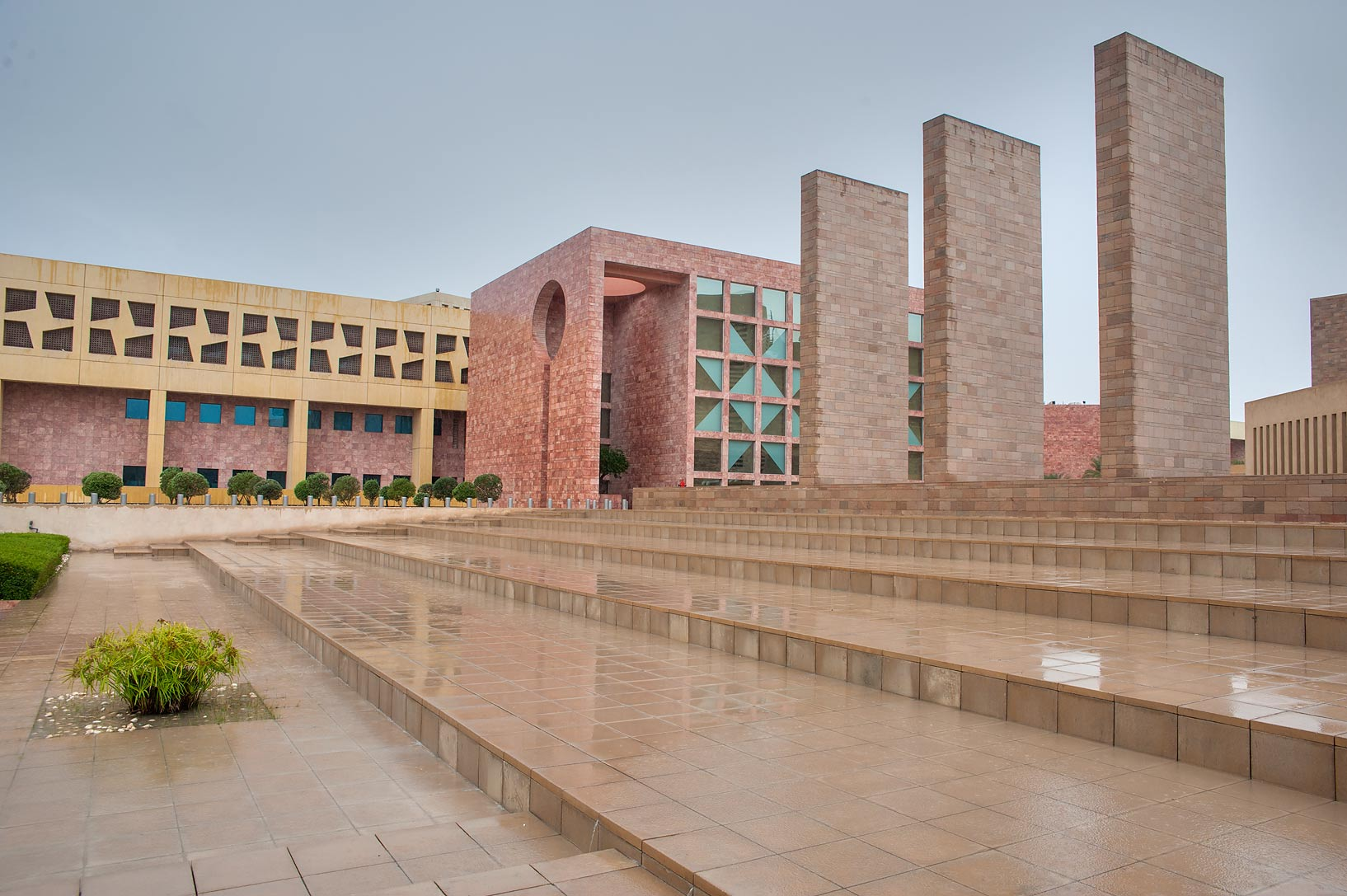
Каменные ступени в университете Карнеги-Меллона в Катаре, расположенном в Образовательном городке.
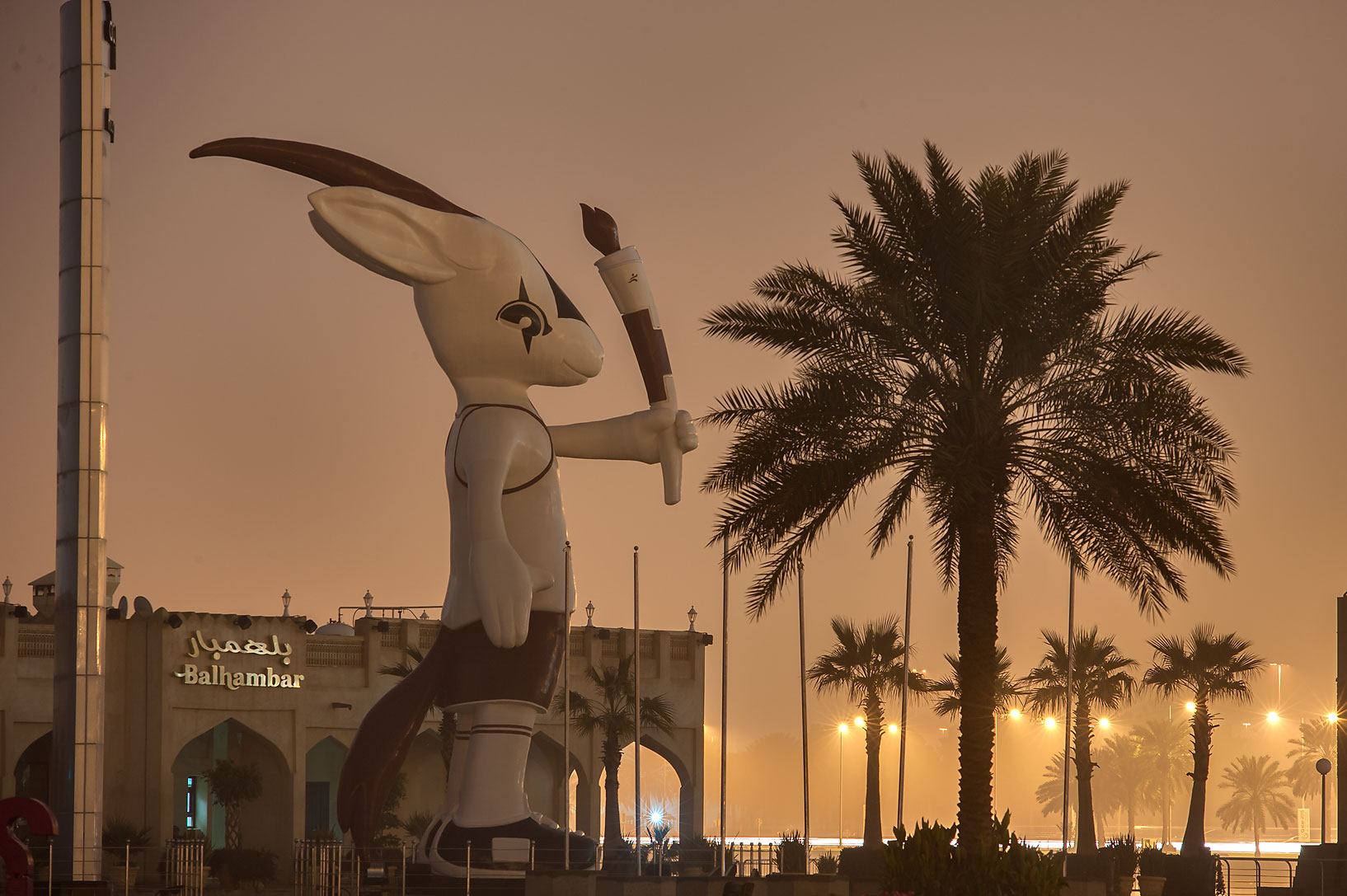
Орри Орикс, талисман 15-х Азиатских игр, на Доха Корниш в 2014 году
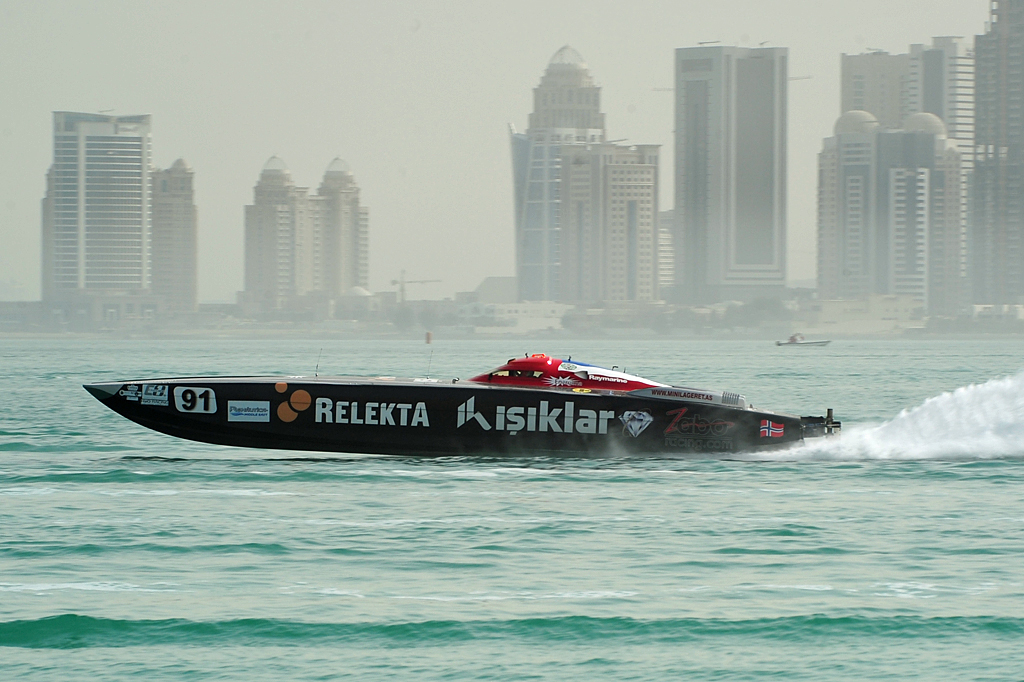
Гонки на моторных лодках в бухте Дохи
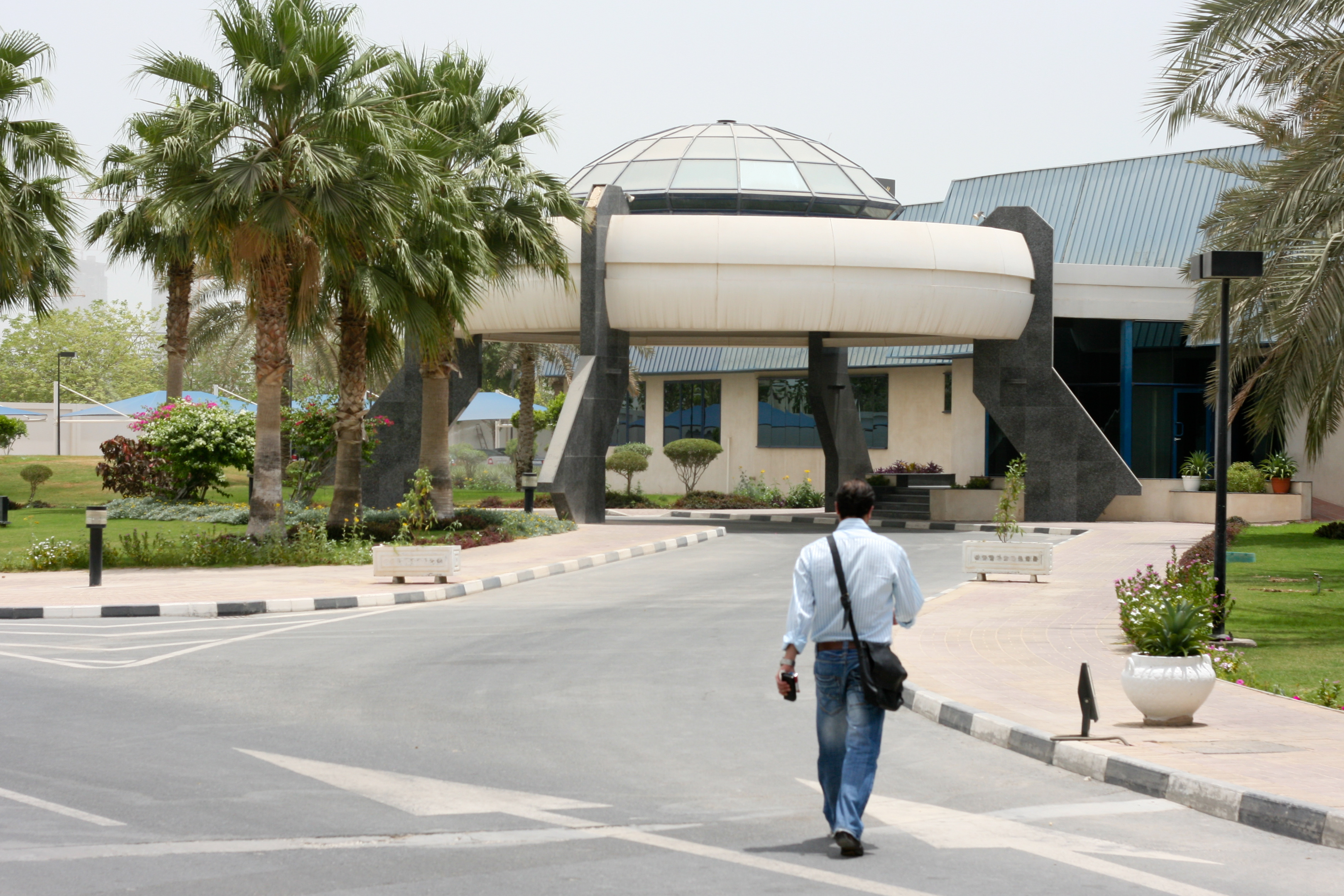
Здание арабской Аль-Джазиры

Нажмите на картинку, чтобы увеличить.

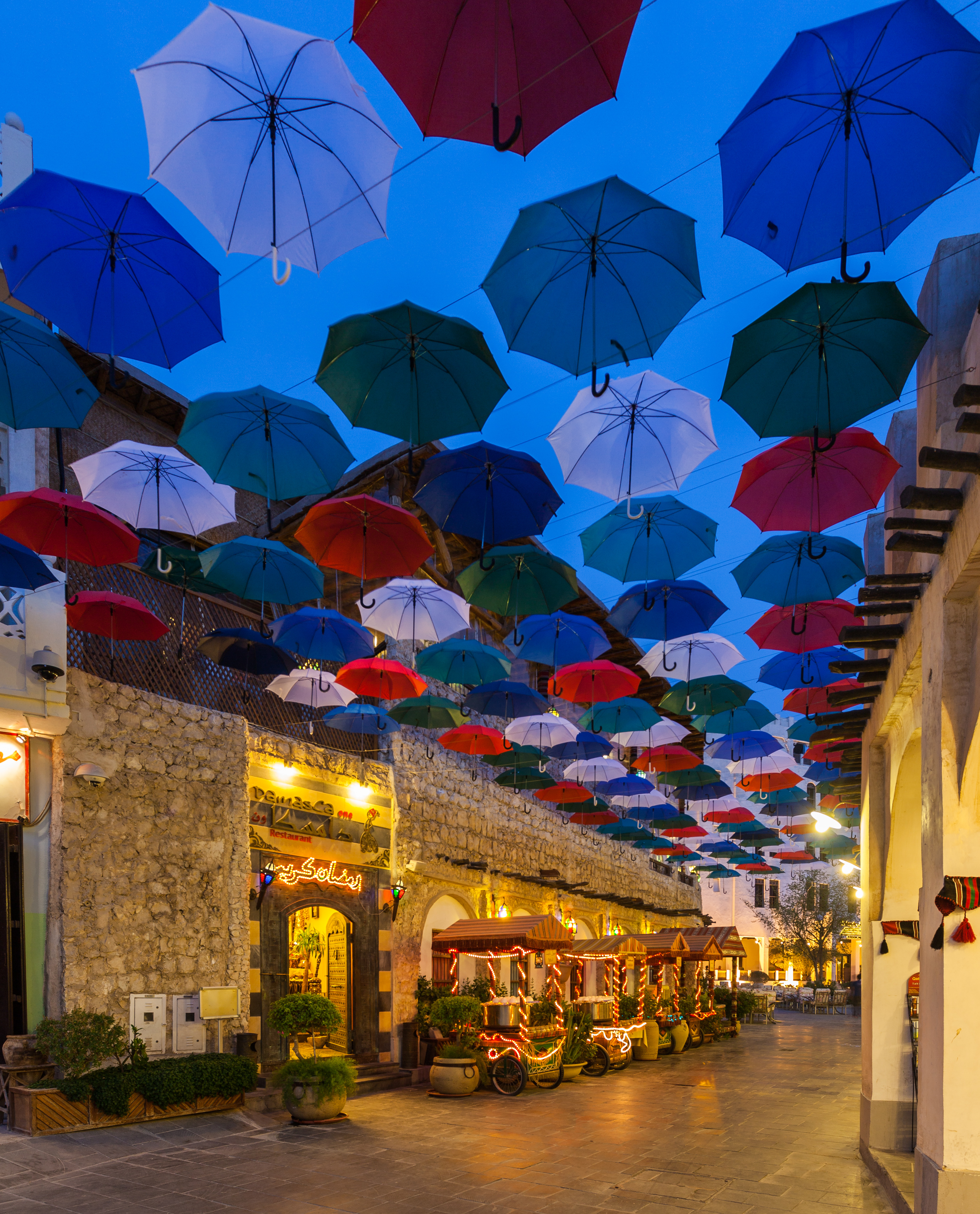
Праздник весны на Сук аль-Вакиф, Доха
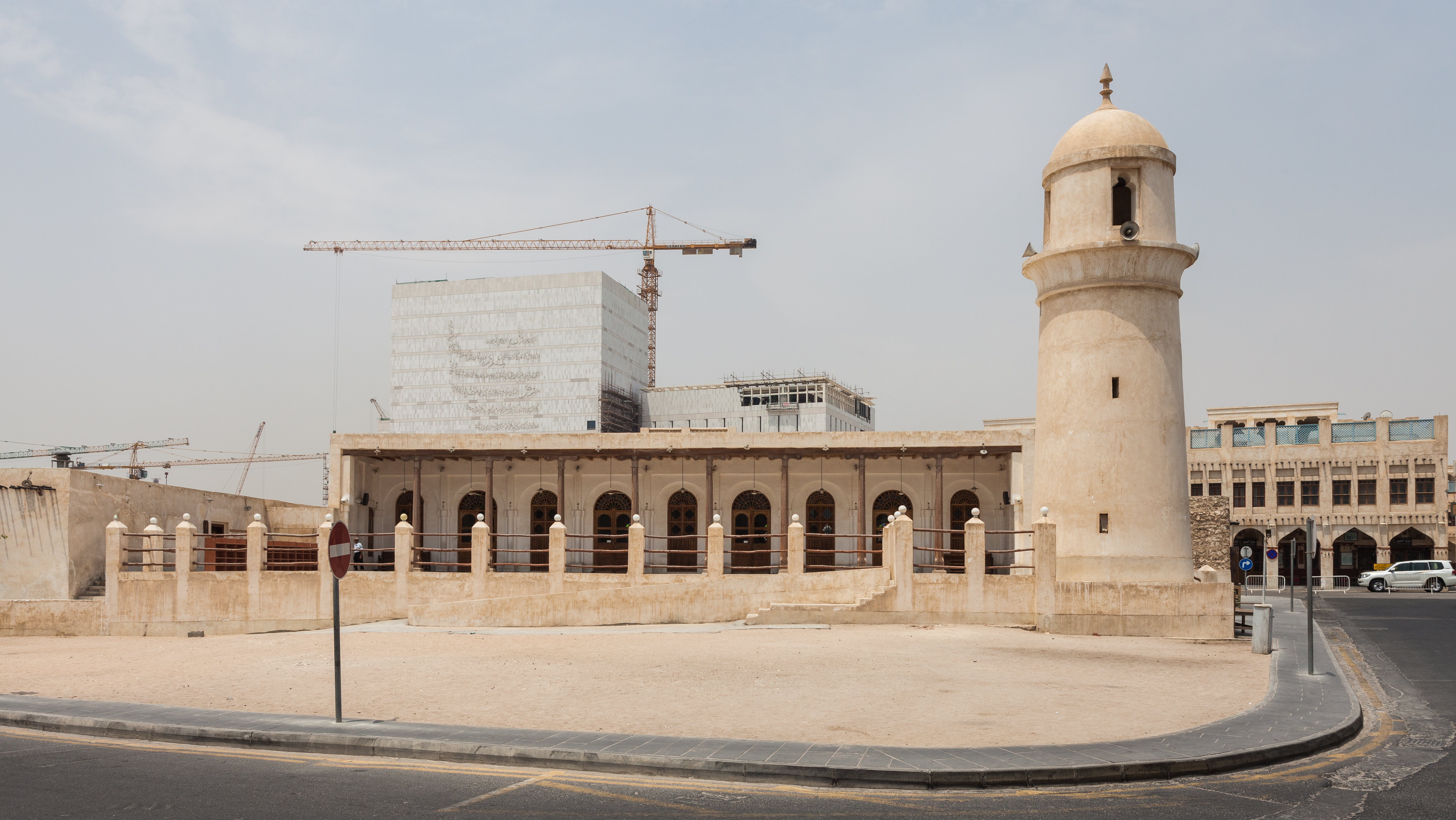
Минарет старой мечети стоит перед строящимся Национальным архивным зданием в квартале Диван-Амири в центре Дохи Мушейреб
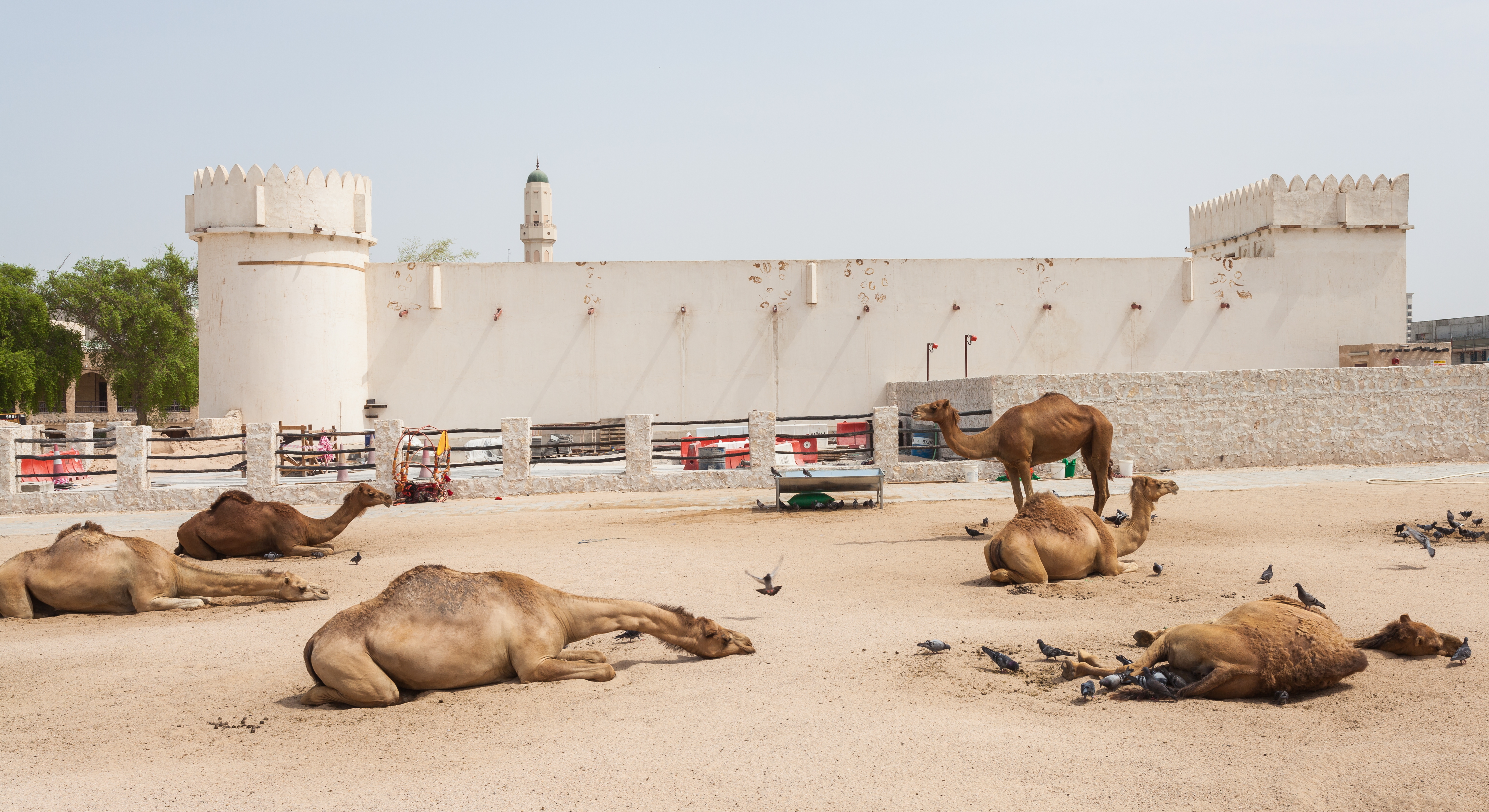
Верблюды рядом с Фортом Аль Кут, одно из исторических мест Катара
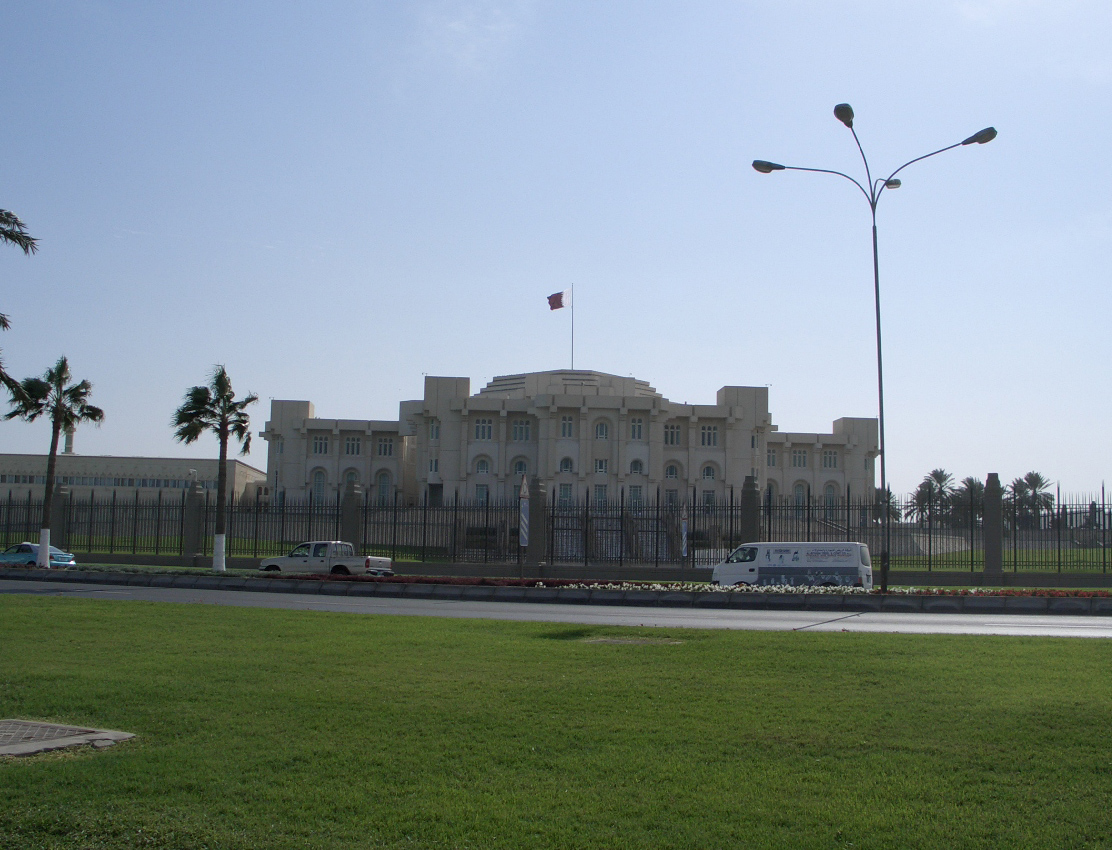
Эмир Катара размещается в Амири Диване, расположенный в историческом районе Аль Бидда
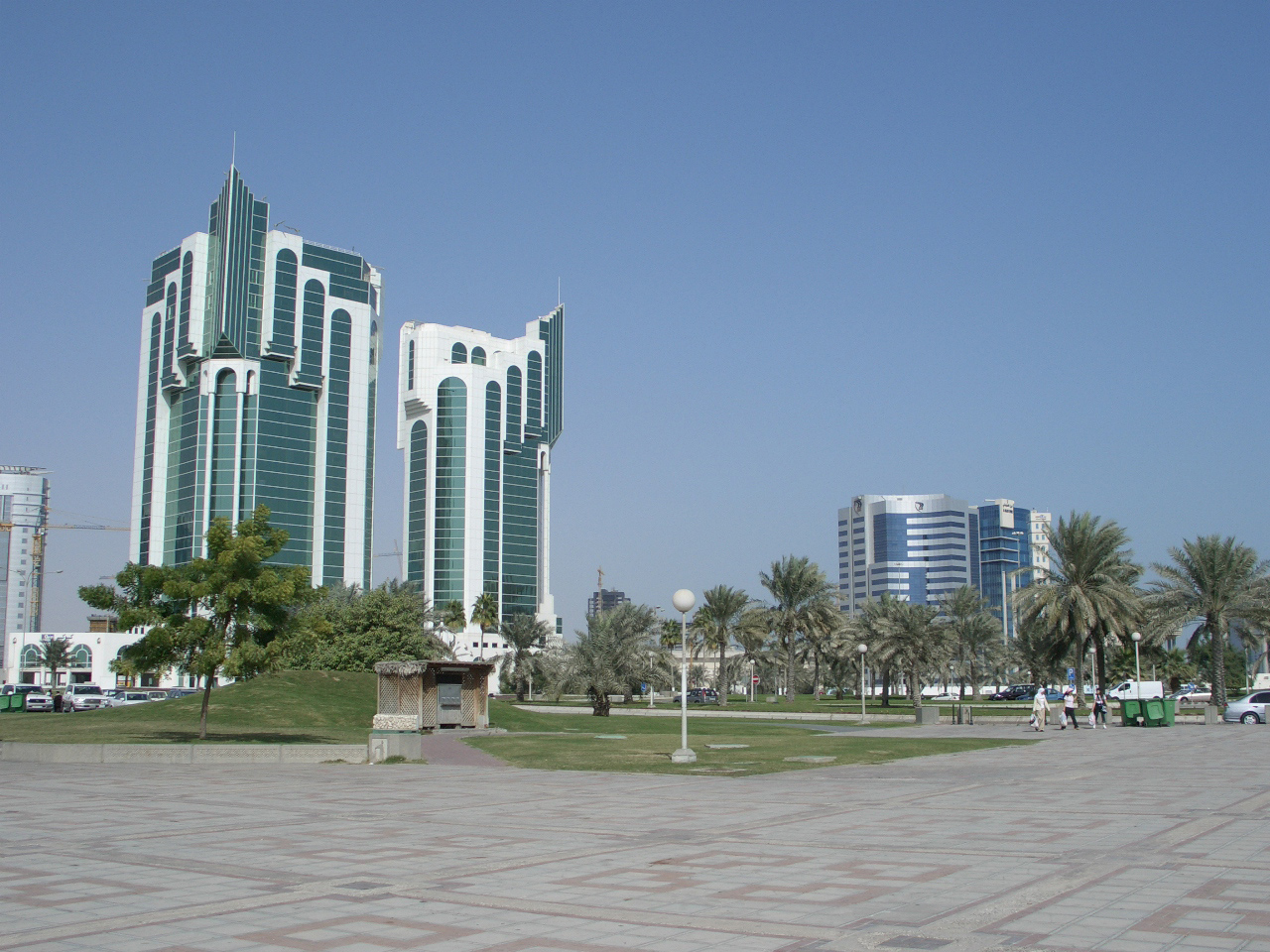
Эти башни-близнецы являются одними из первых башен в Дохе и служат отличным примером архитектуры постмодернизма
Центр обогащения Мшейреб, пришвартованный у Дохи Корниш — это учебный центр, ориентированный на историю и развитие Дохи, в частности, района Мушейриб
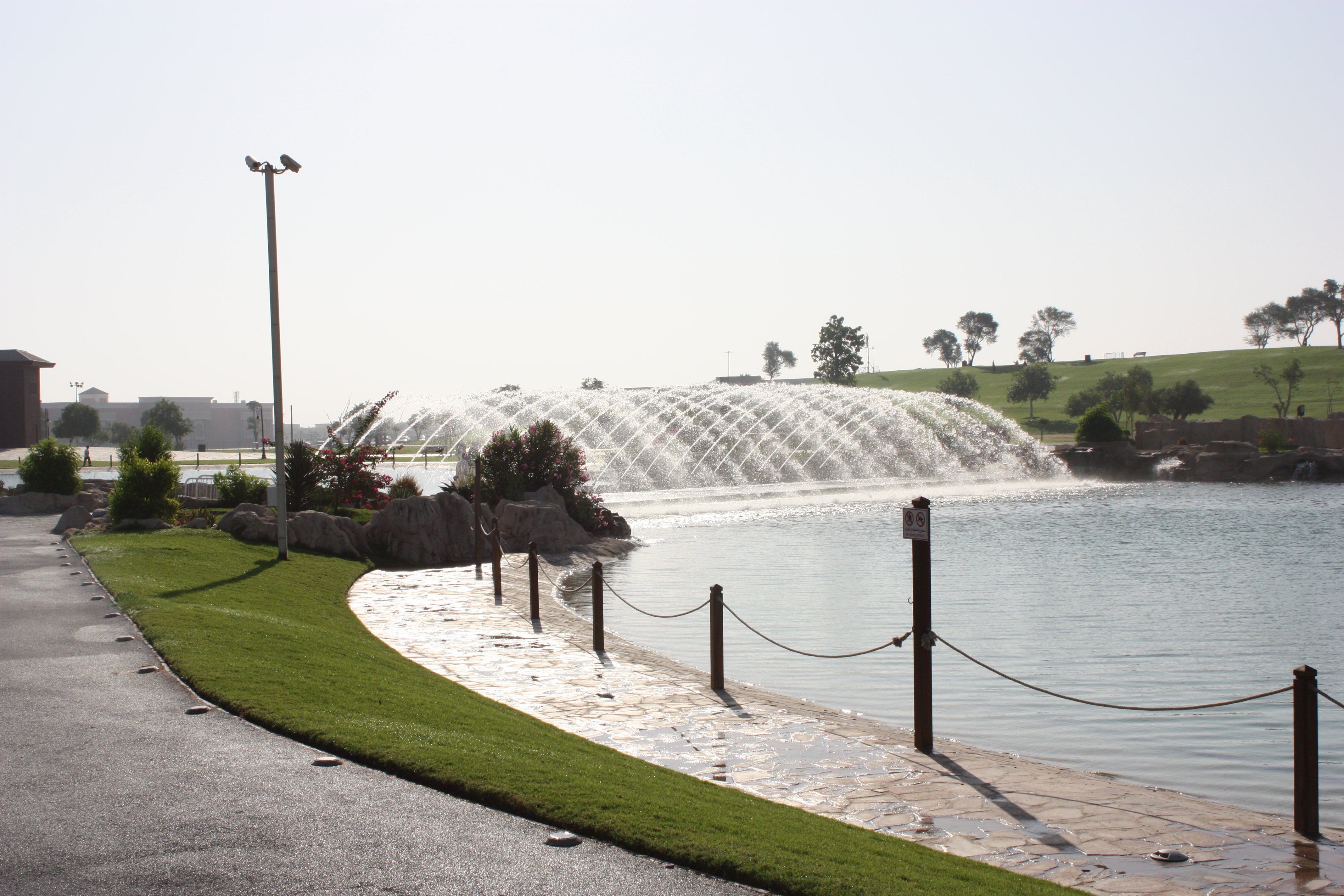
Парк Стремления, Аль Вааб — одна из зелёных зон города, которая является частью зоны Стремления
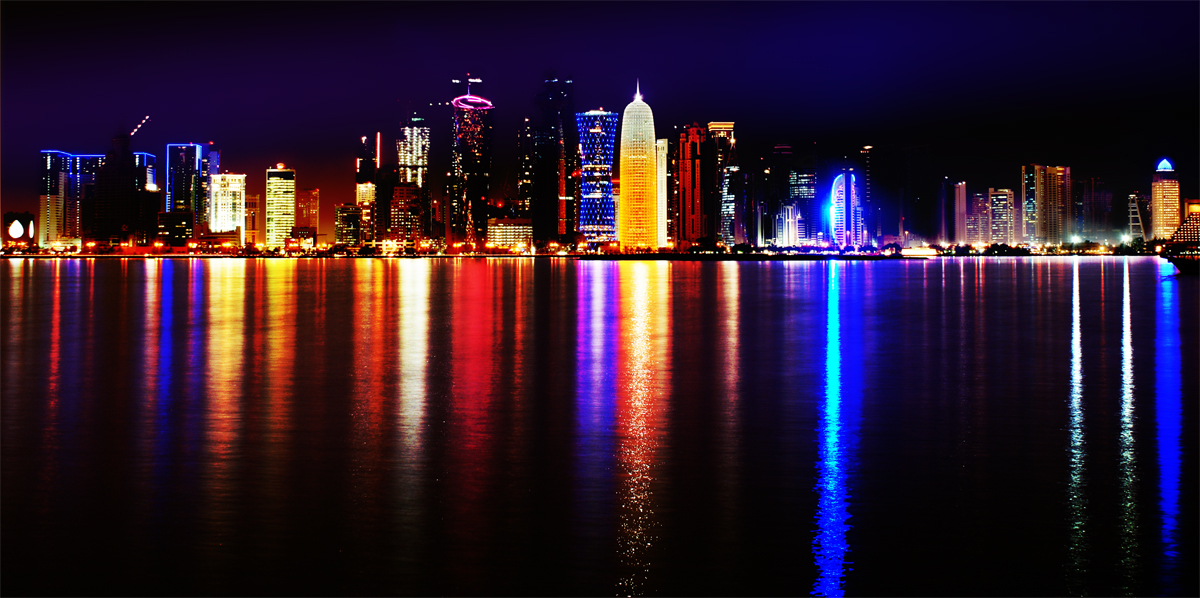
Горизонт Дохи ночью
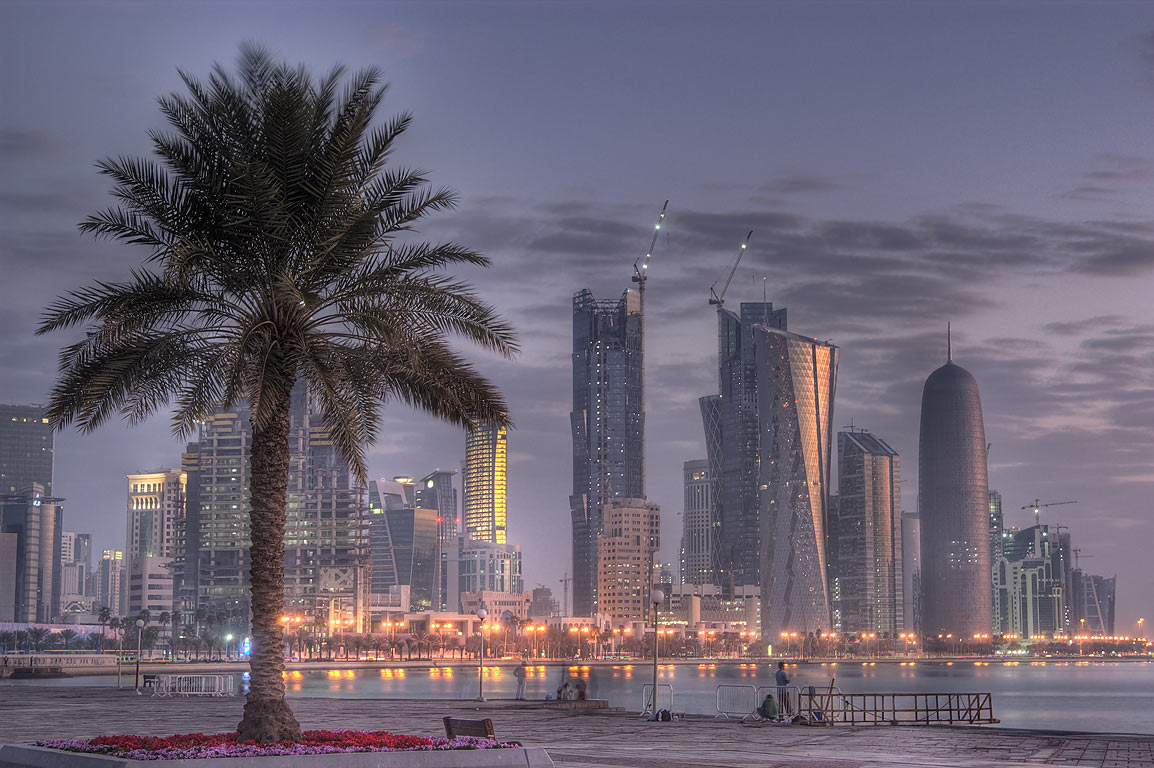
Доха Корниш — 7-километровый водный фронт, который соединяет новый район Западного залива со старым районом Аль-Бидда и Аль-Сук на другом конце
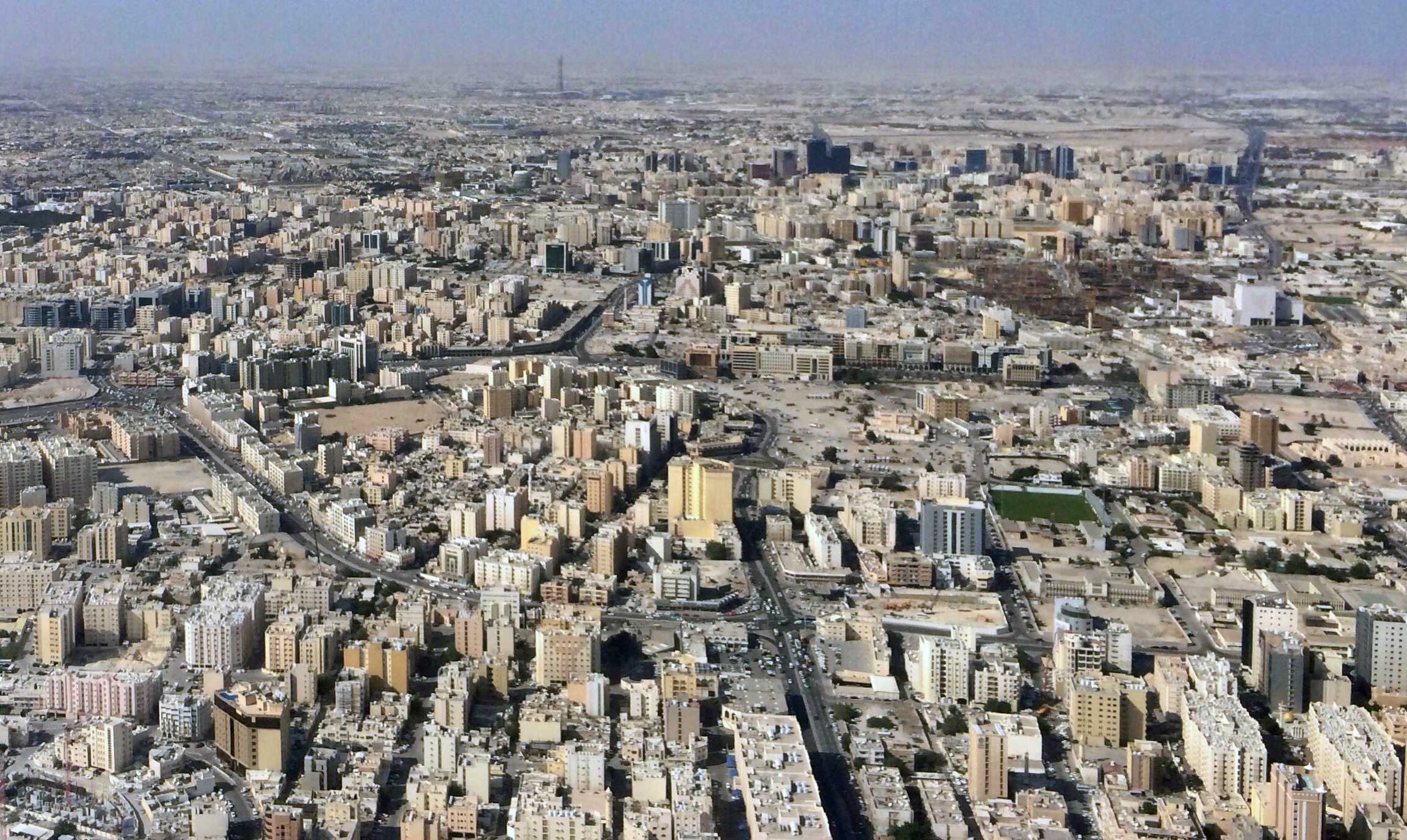
Аэрофотоснимок части города
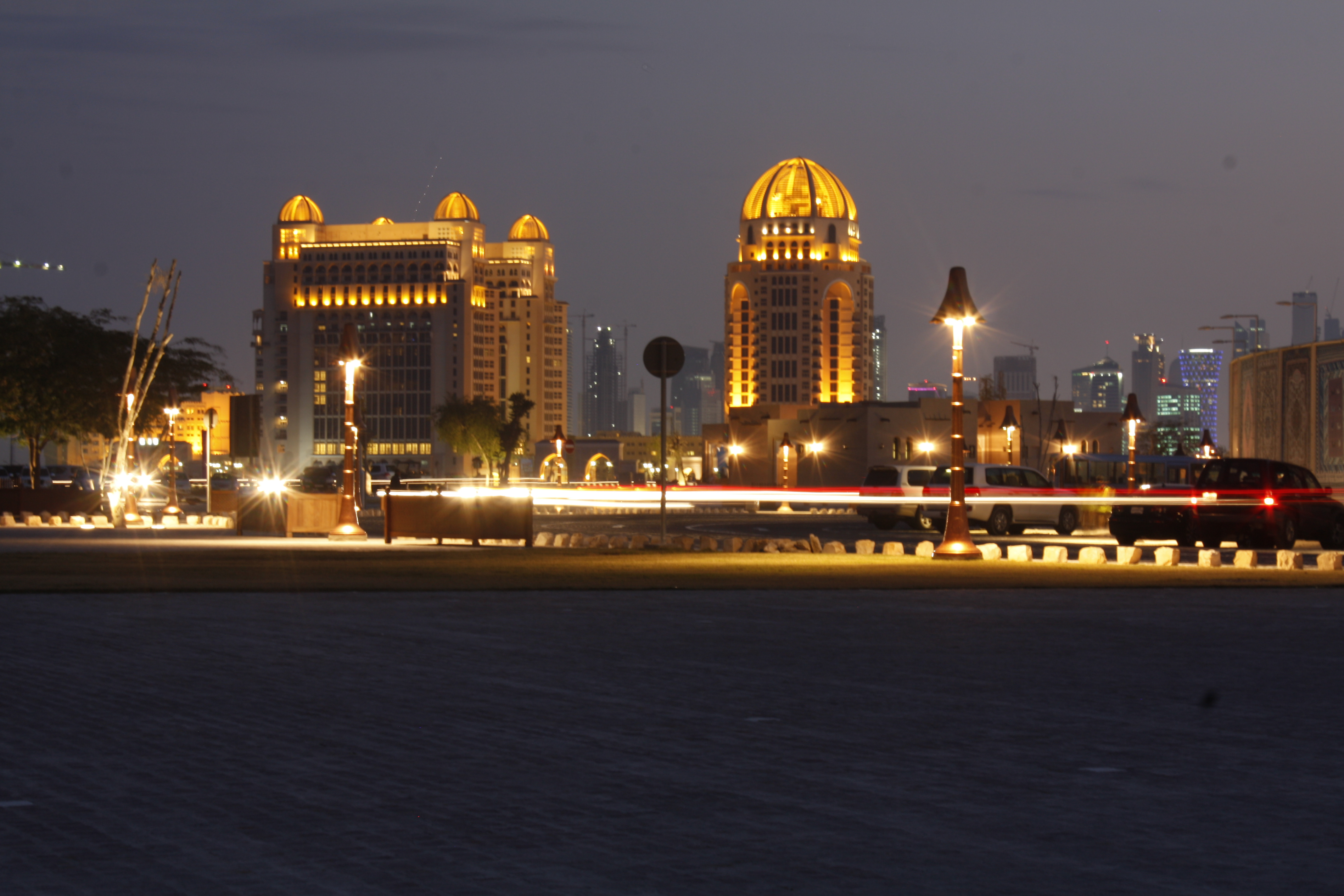
Культурная деревня Катара предназначена для взаимодействия людей с театром, литературой, музыкой, изобразительным искусством, конвенциями и выставками в планируемом проекте на набережной
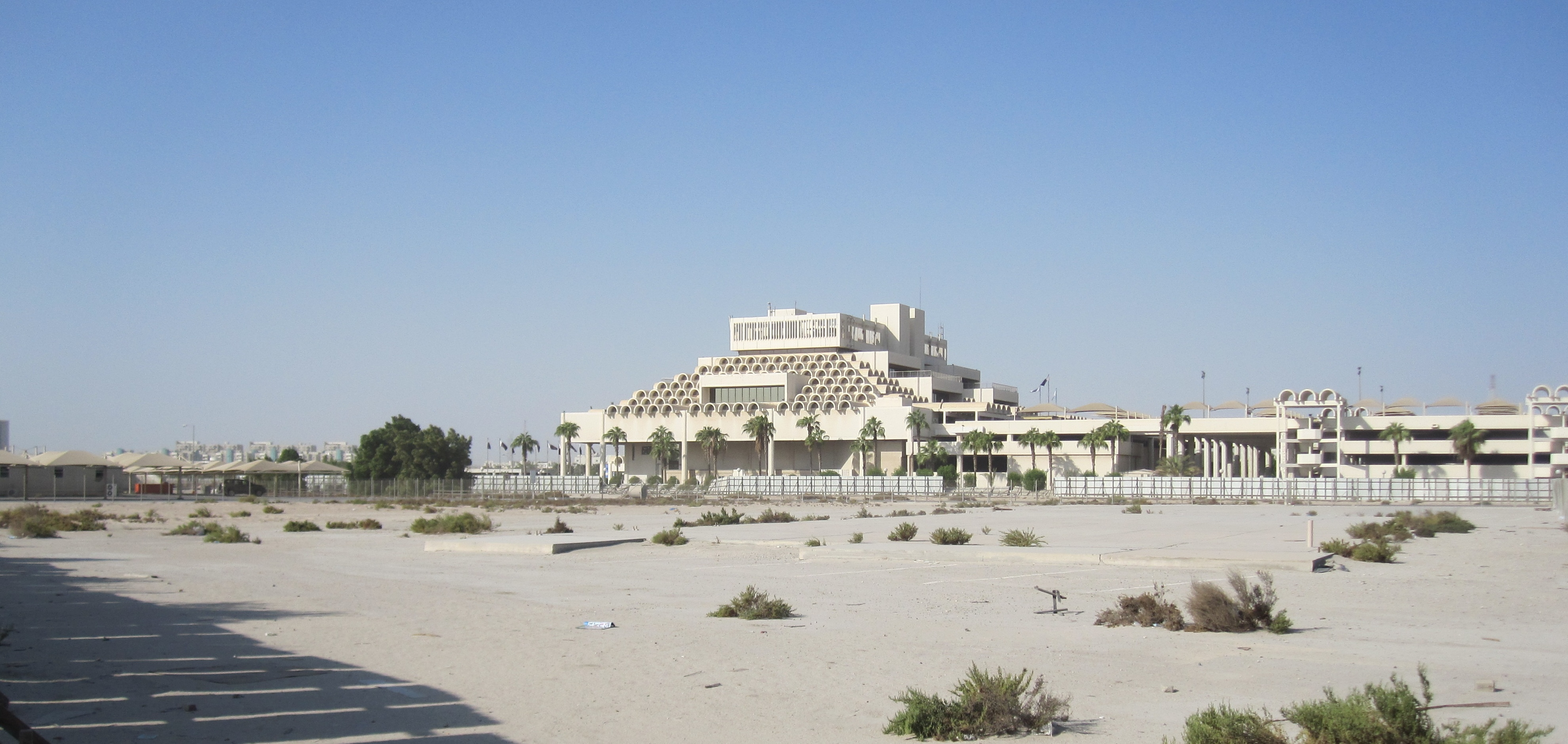
Здание почтамта в Катаре расположено на главной улице Корниш